# Catherine Deneuve
Pour les articles homonymes, voir Deneuve et Dorléac.
Catherine Deneuve est une actrice, productrice et chanteuse française, née le 22 octobre 1943 à Paris 17e.
Actrice et vedette emblématique du cinéma français, Catherine Deneuve est considérée comme l'une des plus grandes actrices du cinéma européen.
Égérie de réalisateurs tels que Jacques Demy, François Truffaut ou André Téchiné, elle joue dans des films attirant en salles un total de près de 99 millions de spectateurs, ce qui fait d'elle l'une des actrices ayant enregistré le plus d'entrées en France (seule Annie Girardot la dépasserait). Elle figure à l'instar de Brigitte Bardot et Alain Delon parmi les artistes du cinéma français les plus célèbres au monde.
En près de 70 ans de carrière, Deneuve a interprété plus d'une centaine de rôles et est notamment reconnue en France et dans le monde pour être l'un des visages incontournables du genre du film musical, avec des apparitions dans Les Parapluies de Cherbourg, Peau d'Âne, Les Demoiselles de Rochefort, Huit Femmes ou encore Les Bien-aimés.
Nommée pour l’Oscar de la meilleure actrice pour Indochine (1993) et le BAFTA Award de la meilleure actrice pour Belle de Jour (1969), elle a remporté de nombreuses récompenses, notamment deux César de la meilleure actrice et un prix d'interprétation ou d'honneur dans les trois plus grands festivals de cinéma : Cannes, Venise et Berlin. En 2020, le New York Times l’a classée comme l’une des plus grandes actrices du XXIe siècle.

## Biographie

### Origines familiales et enfance
Catherine Deneuve naît sous le nom d'état civil de Catherine Fabienne Dorléac en 1943 dans le 17e arrondissement de Paris, cité des Fleurs.
Le père de Catherine Dorléac est l'acteur Maurice Dorléac (1901-1979). Il travaille au théâtre et au cinéma mais également comme directeur de doublage à la Paramount Pictures. Sa mère, Renée Simonot (1911-2021), dont Catherine utilise le véritable patronyme, « Deneuve » (Simonot n'étant qu'un nom de scène), est une ancienne pensionnaire du théâtre de l'Odéon où sa grand-mère avait été souffleuse.

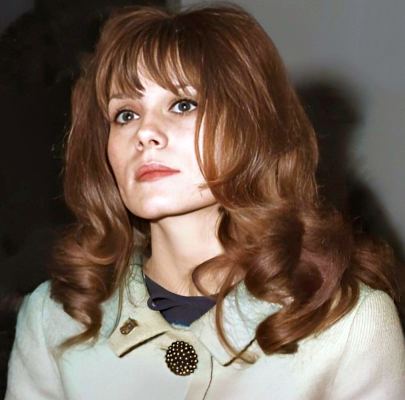
Sa sœur, également actrice, Françoise Dorléac, en 1963, quatre ans avant sa mort.

Catherine Dorléac est la troisième des quatre filles de la famille ; ses trois sœurs sont Danielle (née le 27 octobre 1936, fille du comédien Aimé Clariond), Françoise (née le 21 mars 1942, morte le 26 juin 1967 dans un accident de voiture sur l'autoroute Estérel-Côte d'Azur) et Sylvie (née le 14 décembre 1946), toutes deux actrices. Elle grandit au no 146 du boulevard Murat (16e arrondissement) et est scolarisée dans le quartier, au lycée Jean-de-La-Fontaine.

### Débuts

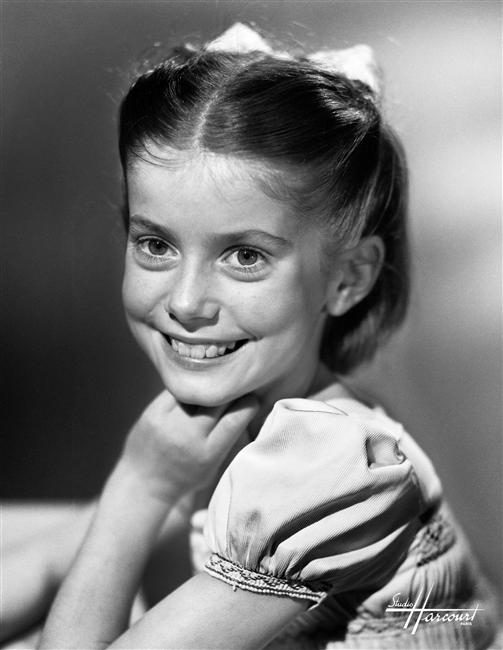
Âgée d'environ 9 ans, Catherine Dorléac pose pour le Studio Harcourt en 1952.

Dans son enfance, elle double comme sa sœur Françoise des voix d'enfants dans les films de la Paramount.
À l'âge de treize ans, Catherine Deneuve fait ses premiers pas devant la caméra avec une figuration dans la comédie dramatique Les Collégiennes, film d'André Hunebelle sorti en 1957,. Trois ans plus tard, elle se laisse convaincre par sa sœur Françoise Dorléac de faire des essais pour jouer sa cadette dans le film Les portes claquent.
Si le réalisateur Jacques Poitrenaud finit par l'engager pour le rôle, elle n'est pas convaincue de vouloir poursuivre une carrière d'actrice : « Ma sœur, elle, avait fait le conservatoire, elle faisait du théâtre et pour moi, c'était elle l'actrice. Je l'ai accompagnée parce que ça m'amusait de jouer sa sœur dans un film, mais je ne pensais vraiment pas à continuer. Ça ne m'attirait pas ». Afin de ne pas être confondue avec sa sœur, elle choisit de prendre le nom de sa mère et se voit désormais créditée aux génériques sous le nom de Deneuve, ce qui restera pour elle parfois un regret : « Il n'y a rien à faire, Deneuve ne sera jamais mon nom. C'est mon nom d'actrice ».

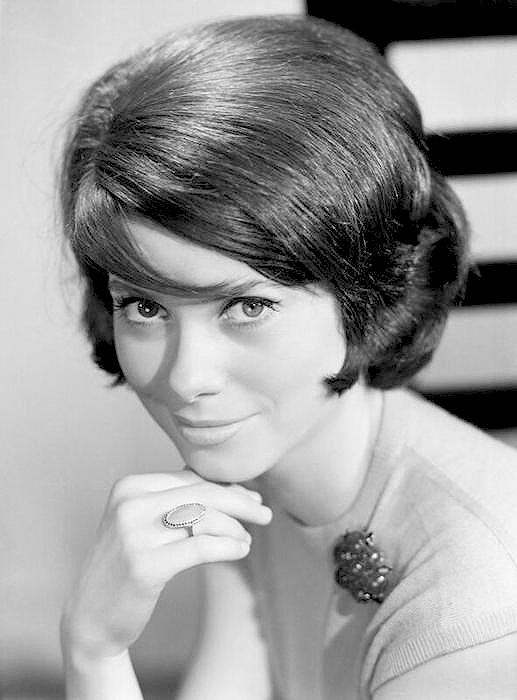
Débuts de Deneuve au cinéma en 1960 (Studio Harcourt).

En 1960 l'acteur Mel Ferrer, lui trouvant une ressemblance avec son épouse Audrey Hepburn, la fait engager sur le drame L'Homme à femmes avec également Danielle Darrieux.
Sa participation au film fait dire à la journaliste France Roche : « La révélation du film, c'est une petite personne exquise qui s'appelle Catherine Deneuve. Discrète, sans être empaillée, proprette sans être banale, ingénue sans être niaise, et jolie, si jolie, sans avoir l'air de le savoir. Elle devrait être, d'ici trois mois, la proie favorite des metteurs en scène, fatigués du style Saint-Germain-des-Prés ».

### Années 1960

#### Débuts: devenir blonde
En 1961 elle donne la réplique à Johnny Hallyday, avec lequel elle aurait noué une proche relation jusqu'à sa mort, conformément à l'hypothèse du personnage « Lady Lucille », créé par le chanteur, dans l'un des sketchs de la comédie Les Parisiennes de Marc Allégret. De naissance brune, elle devient blonde pour ce tournage, un aspect caractéristique de son visage, dès lors conservé allant impacter l'ensemble de sa carrière,. Sur le tournage elle fait la rencontre du réalisateur et scénariste Roger Vadim, de quinze ans son aîné, ce qui provoque bientôt dans la presse, la réaction agacée de la grande vedette internationale et précédente compagne du réalisateur, Brigitte Bardot.
Si leur liaison débute en 1961 et se termine en 1964, elle apporte une certaine notoriété à Catherine Deneuve, qui est toutefois perçue plus comme une personnalité publique que comme une actrice.
En 1963, année de la naissance de leur fils Christian Vadim, le réalisateur lui offre son premier grand rôle sur le thème du marquis de Sade et du nazisme dans Le Vice et la Vertu.

#### Muse de Jacques Demy et ascension
Catherine Deneuve est choisie, dès 1961, par Jacques Demy pour tenir le rôle principal de son nouveau film, Les Parapluies de Cherbourg. Le film n’est réalisé que deux ans plus tard, l'actrice étant alors enceinte et de ce fait, le réalisateur accepte de repousser le tournage du film.
Contrairement aux comédies musicales traditionnelles, le film Les Parapluies de Cherbourg est entièrement chanté. Le souhait de Jacques Demy étant d'en faire un « opéra populaire ». Sur la musique de Michel Legrand, Catherine Deneuve interprète Geneviève, une vendeuse de parapluies qui, sous la pression de sa mère, accepte d'épouser un riche bijoutier alors qu’elle est amoureuse et enceinte de Guy, un garagiste parti combattre en Algérie. Présenté au festival de Cannes de 1964, ce conte à la fois poétique et cruel reçoit un accueil triomphal et est récompensé par la Palme d'or.

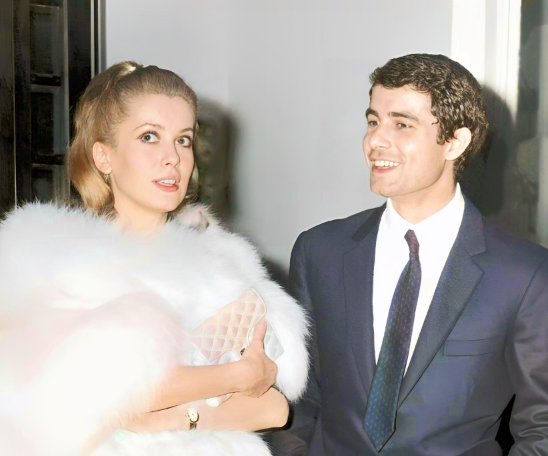
Les Parapluies de Cherbourg avec Nino Castelnuovo lui permet d'obtenir une notoriété internationale.

Il connaît un immense succès critique et populaire, et lance définitivement la carrière de Catherine Deneuve : « Jacques Demy est le premier metteur en scène qui m'ait vraiment regardée, vue. Quelque chose m'a révélée, rassurée et confortée dans l'idée que je pouvais faire quelque chose auquel je ne croyais pas beaucoup, non pas parce que j'avais des doutes, mais parce que j'avais un doute beaucoup plus profond, sur l'idée qu'on peut faire quelque chose de particulier, qu'on est unique et qu'il m'a donné le sentiment que j'étais unique et qu'il m'avait choisie parce qu'il me trouvait différente, et ça confortait ma timidité et mon orgueil. »
Sur le tournage des Parapluies de Cherbourg Catherine Deneuve rencontre le jeune réalisateur franco-polonais Roman Polanski qui vient de réaliser son premier long métrage, Le Couteau dans l'eau. Bien que « fascinée par ce personnage incroyable, avec ce regard très intense, tout le temps partout, incroyablement vivant », elle refuse de jouer dans l'adaptation qu'il a écrite de Naïves Hirondelles d'après Roland Dubillard, considérant qu'il s'agit d'un rôle d'idiote.
Alors qu'elle commence à regretter sa décision, le cinéaste lui propose un nouveau projet d'après un scénario original qu'il a co-écrit avec Gérard Brach et que Catherine Deneuve finit par accepter avec enthousiasme. Dans Répulsion, elle incarne une jeune femme schizophrène que la répugnance envers la sexualité entraîne au meurtre. Le réalisateur et son actrice deviennent proches pendant le tournage qui a lieu à Londres.
Pour Roman Polanski, travailler avec elle est « comme danser le tango avec une cavalière particulièrement adroite ». Récompensé de l'Ours d'argent lors de la Berlinale 1965, le film rencontre un succès aussi bien critique que public.
Le New York Times juge la performance de Catherine Deneuve « tout simplement splendide ». Répulsion reste pour l'actrice un « merveilleux souvenir », grâce notamment à sa rencontre avec Polanski : « J'ai énormément d'affection pour lui. Je trouve que c'est quelqu'un qui a eu un destin extrêmement tragique, qui est doté d'une incroyable résilience pour avoir surmonté tout ça… Et je ne pense pas seulement à la mort de sa femme, je pense à tout, à la mort de ses parents, au ghetto, au fait qu'il lui est interdit d'aller ou de travailler en Amérique, qu'il a été accusé de viol, je trouve que c'est un destin très noir. Mais il a surmonté tout cela ».

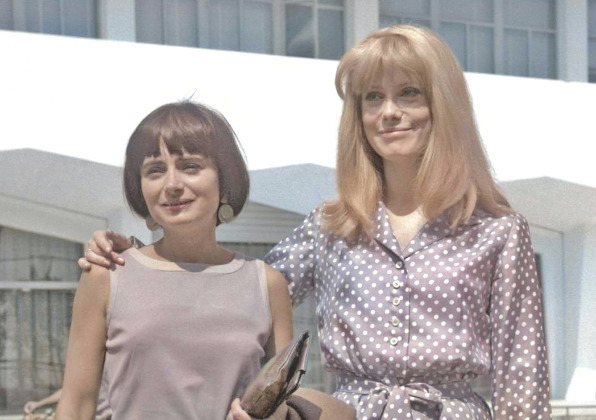
Avec la réalisatrice Agnès Varda pour présenter Les Créatures au Festival de Venise en septembre 1966.

Catherine Deneuve s'illustre ensuite dans la comédie, avec La Vie de château. Premier long métrage de Jean-Paul Rappeneau, ce dernier imagine l'histoire d'un couple que tout oppose durant la Seconde Guerre mondiale, : Jérôme, un homme tranquille et casanier, et Marie, jeune femme débordante d'énergie qui, excédée par le flegme de son mari, tombe sous le charme d'un résistant. Le film qui marque sa rencontre avec Philippe Noiret est un grand succès public, attirant plus de 1,7 million de spectateurs.
En 1967, l'actrice retrouve Jacques Demy pour un film musical, Les Demoiselles de Rochefort, dans lequel elle donne la réplique à sa sœur Françoise Dorléac et qui réunit une distribution internationale comprenant Gene Kelly, George Chakiris et Danielle Darrieux. Le film raconte l'histoire de sœurs jumelles, professeurs de danse et de musique, qui rêvent de monter à Paris et qui saisissent l'occasion de le faire lorsqu'une troupe de forains passe en ville. Il est aujourd'hui considéré comme un chef-d’œuvre de l'histoire du cinéma,,
À l'instar des Parapluies de Cherbourg, le film Les Demoiselles de Rochefort connaît un grand succès, lors de sa sortie en salles et permet à Catherine Deneuve et Françoise Dorléac de se rapprocher : « J'ai un souvenir extraordinaire de ce tournage, surtout à cause de Françoise. Les Demoiselles ont beaucoup contribué à nous rapprocher physiquement. Même si nous nous téléphonions, nous vivions dans des univers différents, et finalement nous ne passions pas tellement de temps ensemble. Le film de Demy nous a permis de nous retrouver. En plus, comme nous sommes jumelles dans le film. cette relation a contribué à nous replonger dans l'atmosphère de notre adolescence ». Le film restera cependant longtemps un souvenir malheureux pour Catherine Deneuve en raison du décès de Françoise Dorléac, survenu peu de temps après sa sortie.
La même année sort également dans les salles le film Belle de jour, libre adaptation du roman éponyme de Joseph Kessel, confiée à Luis Buñuel par les producteurs Robert et Raymond Hakim qui ont souhaité le voir porté à l'écran avec Catherine Deneuve dans le rôle principal.
Le réalisateur se montre séduit par la jeune comédienne dont il dira : « son genre m'a paru convenir pour le personnage : très belle, réservée et étrange ».
Le film relate l'histoire d'une jeune bourgeoise timide, amoureuse de son mari et apparemment frigide, qui décide, à force de rêveries sado-masochistes, de combler son oisiveté en se prostituant. À cette époque, Catherine Deneuve joue souvent des rôles de jeunes femmes soumises aux conventions sociales. Avec Belle de jour, cette image cinématographique de soumission à la tradition avec un érotisme parfois violent, mais jamais affiché, exprime les bouleversements sociaux en cours : « Quand Buñuel m'a proposé ce rôle, j'ai accepté sans hésiter, mais c'était aussi audacieux à l'époque et un peu risqué pour moi. J'avais vingt-trois ans ; pour tout le monde, j'étais la jeune fille romantique des Parapluies de Cherbourg ».
Avec Belle de jour, Catherine Deneuve incarne le fantasme de la transgression, tout en respectant prudemment les conventions sociales. Elle forge son image et trouve un impact auprès du public à une époque de transition entre classicisme et modernité, tradition et émancipation. Si sa rencontre avec le cinéaste figure parmi les plus importantes de sa vie, leurs relations pendant le tournage s'avèrent tendues en raison de leurs caractères opposés : « Ça a été un tournage très difficile pour moi, même si je n’ai jamais remis en cause l’admiration que j’avais pour le talent de Buñuel. Mais je crois qu’il voulait faire un film beaucoup plus audacieux sur le plan physique et je me suis braquée. Je pense que pour le film, c’était mieux. Je ne dis pas que j’ai eu raison, mais je crois que le fait d’avoir refusé les scènes de nudité qui n’étaient pas dans le scénario a servi le film : l’intensité érotique est passée autrement, elle s’est déplacée ».
D'abord interdit par la censure française puis autorisé au prix de coupures, le film Belle de jour attire plus de deux millions de spectateurs et remporte le prix du Lion d'or à Venise.
Également en 1967, alors que doivent débuter les prises de vues de son nouveau film, la comédie Benjamin ou les Mémoires d'un puceau de Michel Deville, Catherine Deneuve doit faire face à la mort de sa sœur Françoise, décédée dans un accident de la route, le 26 juin 1967 à l'âge de vingt-cinq ans.
La perte de sa sœur représente pour Catherine Deneuve « la déchirure la plus importante de [sa] vie ». Néanmoins, elle entreprend peu de temps après le tournage de Benjamin « dans un véritable état d'anesthésie, en prenant beaucoup de calmants sans doute. Je ne sais pas vraiment comment j'ai pu. D'une certaine façon, j'ai dû sentir que le film m'aiderait à survivre… J'étais tellement détruite, je souffrais tant, que là au moins, j'avais l'impression que je serais entourée, que j'étais contrainte de faire des choses. Si je n'avais pas été obligée de me lever, de parler, d'accomplir certains gestes, je ne sais pas dans quoi j'aurais sombré. Tout valait mieux que de rester seule ».
Le film suivant, Manon 70 de Jean Aurel, adaptation contemporaine du roman Manon Lescaut de l'abbé Prévost sortie en 1968, n'est pas, de son propre aveu, une grande réussite.
La même année elle tourne La Chamade, adaptation du roman éponyme de Françoise Sagan, sous la direction d'Alain Cavalier et dans lequel elle joue une jeune femme vénale qui hésite entre son amant mondain, un industriel fortuné, et un jeune intellectuel avec qui elle entreprend une liaison passionnelle.
Sur le tournage de Belle de jour les frères Hakim proposent à François Truffaut de produire son prochain film à condition qu'il prenne pour vedette Catherine Deneuve.
Dès leur première rencontre, le réalisateur est immédiatement séduit par l'actrice et l'imagine d'emblée dans le rôle principal de l'adaptation du roman Waltz into Darkness de William Irish qu'il souhaite faire : « Ce que j'aime en elle, c'est son mystère. Elle se prête admirablement aux rôles qui comportent un secret, une double vie. Catherine Deneuve ajoute de l'ambiguïté à n'importe quelle situation, n'importe quel scénario, car elle donne l'impression de dissimuler un grand nombre de pensées secrètes qui se laissent deviner à l'arrière-plan… ». À la suite de différends avec les producteurs, Truffaut rachète les droits et se lance seul dans l'adaptation du roman qu'il rebaptise La Sirène du Mississipi.
L'histoire est celle d'un amour passionnel entre un riche industriel français, joué par Jean-Paul Belmondo, et une usurpatrice, jouée par Deneuve. Le scénario, dont l'action qui se déroule entre l'Ile de la Réunion, la Côte d'Azur et le département de l'Isère, est tourné dans l'ordre chronologique, le réalisateur ayant refusé d'écrire les dialogues à l'avance, comme l'expliquera plus tard Catherine Deneuve : « Il écrivait la veille au soir les dialogues du lendemain ; c'était assez périlleux, surtout sur un si long tournage, trois mois… On avait parfois des difficultés, on manquait de recul, on ne pouvait pas discuter les dialogues mais, en même temps, ce risque était passionnant ».
Le film sort en 1969 et malgré un score de plus d'un million d'entrées, il est médiocrement accueilli par un public sans doute déçu de ne pas retrouver l'image de héros positif et désinvolte qui a tant fait pour le succès de Belmondo au cinéma.

#### Incursion à Hollywood avecMayerling

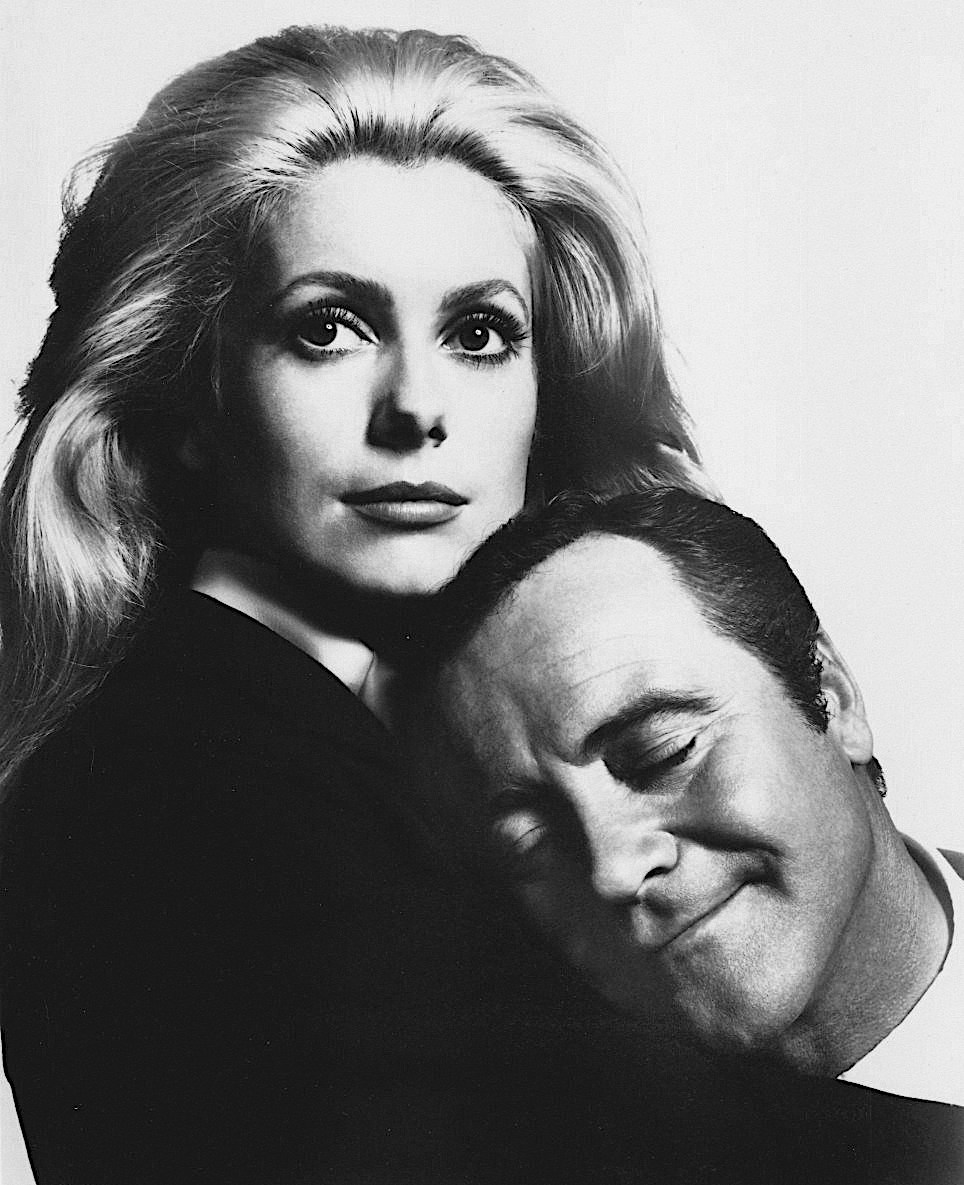
Catherine Deneuve et Jack Lemmon dans Folies d'avril en 1969.

À cette époque, l'actrice est vue comme « l'étoile la plus brillante du cinéma français ».
Le magazine Cinémonde estime que sa présence sur l'écran est à la fois « ravissante et poétique, mais elle peut être acérée et agressive. Elle est romantique et acide, voluptueuse et pure. Frigide, apparemment, et vicieuse à froid quand un personnage l'exige. Elle garde dans sa façon de se comporter dans les films une autonomie, une distance singulière et envoûtante que l'on ne croyait plus permise : celle de Greta Garbo ».
À l'instar de cette dernière, Catherine Deneuve s'évertue à préserver sa vie privée, ce qui lui permet, selon le magazine Paris Match, d'augmenter « le mystère que dégage la star et de renforcer son statut et son aura ».
L'actrice commence alors à susciter l'enthousiasme des studios américains. Elle participe à une superproduction au casting international, Mayerling de Terence Young, qui retrace la tragique histoire d'amour de l'archiduc Rodolphe d'Autriche et sa maîtresse Marie Vetsera. Après Brigitte Bardot et Jeanne Moreau, l'actrice est la seule star française à faire la une de Newsweek ainsi que celle de Look qui la proclame « the most beautiful woman in the world ».
Elle est ensuite engagée à Hollywood pour jouer dans la comédie Folies d'avril, au côté de Jack Lemmon. Ces deux expériences n'étant guère convaincantes ni pour la presse ni pour elle-même, Catherine Deneuve prend ses distances avec le cinéma américain et refuse notamment d'incarner une James Bond girl dans Au service secret de Sa Majesté.
Elle accepte toutefois de tourner sous la direction d'Alfred Hitchcock dans un film d'espionnage The Short Night mais, le projet maintes fois repoussé, ne verra pas le jour et restera l'un des plus grands regrets de l'actrice.

### Années 1970

#### Retrouvailles avec Luis Buñuel et Jacques Demy
Son ascension dans les années 1960, fait d'elle à l'aube de la nouvelle décennie, l'une des vedettes françaises les plus célèbres, tant sur le plan national qu'au plan international.En 1970, elle confirme sa légitimité d'actrice avec le drame Tristana de Luis Buñuel, qui évoque l'histoire d'une jeune femme recueillie par un notable de Tolède et qui finit aigrie, malade et amputée d'une jambe. Malgré le tournage difficile de Belle de jour, Catherine Deneuve est séduite par le scénario et travaille de nouveau avec le réalisateur, ce qui lui semble important. L'expérience se révèle plus heureuse que la précédente : « Tristana est un de mes grands souvenirs. Le tournage s'est très bien passé. Buñuel était revenu en Espagne et j'étais attirée par le mystère de ce personnage féminin, son comportement, ses pulsions.
La différence du cinéma avec le roman, c'est qu'on peut dire des choses avec les mots et en exprimer d'autres, en jouant. Dans Tristana, il y avait eu l'idée du mensonge et du détournement des mots. Les acteurs réagissent mieux quand on leur demande ce qui correspond à leur nature profonde. Voilà ce qui m'intéresse au cinéma ».
La même année, Catherine Deneuve tourne un nouveau film musical sous la direction de Jacques Demy, Peau d'âne. Inspiré du conte homonyme de Charles Perrault, le film reprend l'intrigue traditionnelle du conte : une princesse forcée d'épouser son père, fuit son royaume en se dissimulant sous une peau d'âne. Suscitant l'hostilité par son déguisement, elle parvient à conserver son secret jusqu'à sa rencontre fortuite avec le prince d'un château voisin.
Le film tient une place particulière dans la carrière de Catherine Deneuve : « Comme les autres filles, j’aimais les histoires de fées et de sorcières, de rois et de princesses, de perles et de crapauds. Lorsque j’ai lu le scénario de Peau d’âne, j’ai retrouvé les émotions de ma lecture d’enfance, la même simplicité, le même humour, et, pourquoi ne pas le dire, une certaine cruauté qui sourd généralement sous la neige tranquille des contes les plus féériques ». Considéré comme un film culte grâce à l'audace de ses thèmes et de son parti pris visuel, ainsi qu'à sa musique signée Michel Legrand, Peau d'âne est l'un des plus grands succès populaires du réalisateur et de son actrice, avec plus de deux millions d'entrées.
Toujours en 1970, Catherine Deneuve se voit proposer par Nadine Trintignant de jouer dans son nouveau film, Ça n'arrive qu'aux autres, inspiré par le drame qu'elle a vécu quelques mois auparavant, la mort de sa fille âgée de neuf mois.
Pour lui donner la réplique, l'actrice suggère l'acteur italien Marcello Mastroianni, que Roman Polanski vient de lui présenter. Elle devient sa compagne au cours du tournage. Défini par une partie de la critique comme « un film de femmes », certains reprochent cependant à Nadine Trintignant d'avoir fait un film « indécent »,. Catherine Deneuve prend alors publiquement la défense de la réalisatrice et du film, auquel elle est très attachée : « Il y a beaucoup de metteurs en scène qui parlent de choses très personnelles et parfois très indécentes et on ne dit rien. Nadine ne dit rien d’indécent, elle raconte quelque chose de très cruel, la chose la plus injuste qui puisse arriver ».
À cette époque, le cinéma français traverse une période agitée sur le plan idéologique, les spectateurs étant devenus peu réceptifs aux valeurs bourgeoises, aux institutions ainsi qu'aux stars.
Or, depuis le film Belle de jour, l'image qu'incarne Catherine Deneuve est « fondamentalement conservatrice, ce qui explique le peu de succès de ses films dans les années 1970, dans la mesure où elle était en porte-à-faux avec le cinéma français plus politique et à dominante naturaliste de l'époque ». En effet, le cinéma d'auteur français devient un cinéma engagé qui tente d'exprimer les bouleversements consécutifs à Mai 68.
Afin de s'éloigner de l'image de femme sophistiquée et glaciale qu'elle véhicule, l'actrice se tourne vers des coproductions franco-espagnoles et franco-italiennes, facilitées par sa relation avec Marcello Mastroianni.

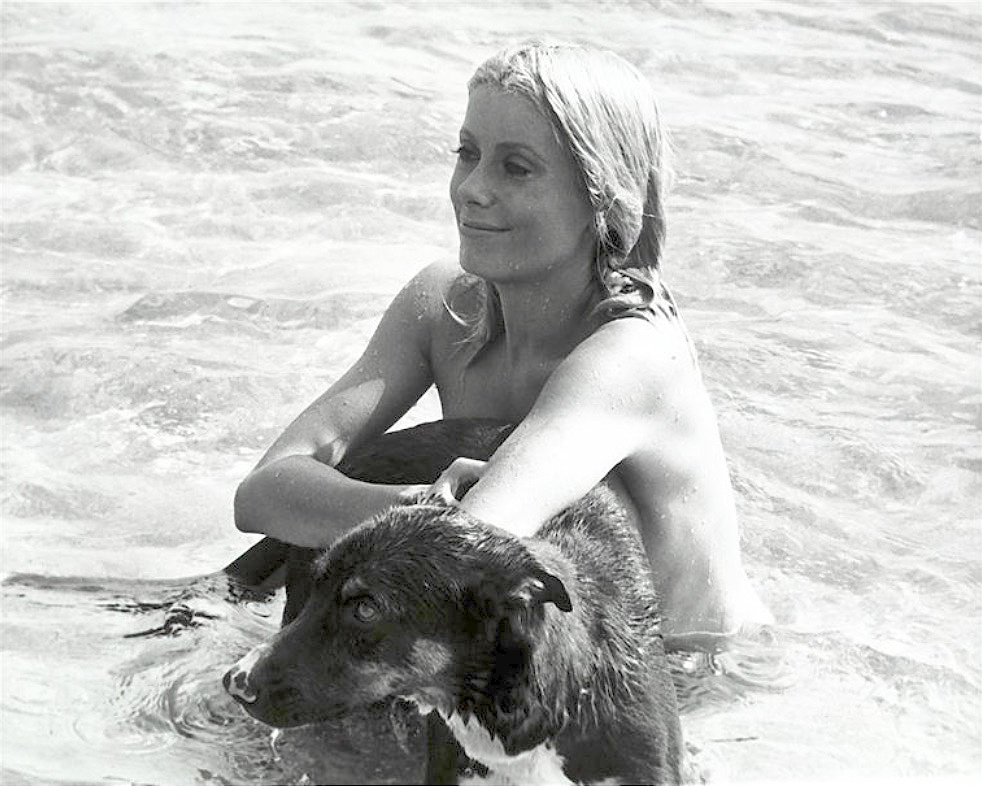
L'actrice en Italie, lors du tournage du film Liza de Marco Ferreri, à l'été 1972.

Aux côtés de ce dernier, elle tourne Liza sous la direction de Marco Ferreri. Son rôle est celui d'une femme du monde à la dérive qui, après s'être volontairement échouée sur un îlot loin de la civilisation, devient soumise à son amant, tue le chien de ce dernier avant de prendre sa place, adoptant son comportement et renonçant à toute dignité.
Si la prestation des acteurs est jugée remarquable par la critique, celle-ci se montre plutôt hostile à l'égard du film en général, qui ne rencontre pas les faveurs du public lors de sa sortie en 1971. L'année suivante, alors enceinte de sa fille Chiara Mastroianni, Catherine Deneuve accepte de tenir un second rôle dans le film policier Un flic de Jean-Pierre Melville. Le but du réalisateur et de l'actrice est avant tout de faire connaissance avant un prochain film qu'ils comptent faire ensemble, l'adaptation d'un roman américain de série noire, mais la mort de Melville survenue en 1973 empêche sa réalisation.
Catherine Deneuve se montre ensuite enthousiaste pour une proposition de Claude Sautet de jouer dans son film César et Rosalie mais, pour des raisons indépendantes de sa volonté, « un stupide problème entre agents », le réalisateur finit par engager Romy Schneider, avec qui il fera plusieurs films.
La quatrième et dernière collaboration avec Jacques Demy, L'Événement le plus important depuis que l'homme a marché sur la Lune, conte l'histoire d'un homme joué par Marcello Mastroianni qui se retrouve enceint de sa femme. Dès le départ, Catherine Deneuve émet des réserves sur le scénario et sur le résultat final qui est pour elle une déception : « La grâce n'était pas au rendez-vous. À plusieurs reprises, dans ma carrière, j'ai travaillé aussi sur des réalisations dont je devinais, sans pouvoir être plus précise, que ça n'était pas au point. Et parfois même, je n'arrivais pas à surmonter cette impression. Par ailleurs, il convient de tenir compte aussi de mes propres limites : j'ai parfois peur de décevoir. Et ça me paralyse. Je fais partie du type d'acteur qu'il faut pousser. J'ai tendance à en faire moins que trop. Dans L'Événement, quand je le revois, je m'agace. J'y ai adopté un ton qui était sans doute celui que demandait le scénario. Mais je considère que ça ne fonctionne pas bien. Et que c'est partiellement de ma faute ».
À la suite de l'échec commercial du film, Jacques Demy souhaite réaliser Une chambre en ville, un nouveau projet entièrement chanté à l'instar des Parapluies de Cherbourg. Il se heurte néanmoins au refus de Catherine Deneuve qui, de même que Gérard Depardieu envisagé pour être son partenaire, tient à chanter elle-même et non plus à être doublée comme dans les films musicaux précédents : « À tort ou à raison, j'estimais que ma voix faisait partie de mon intégrité d'artiste ».

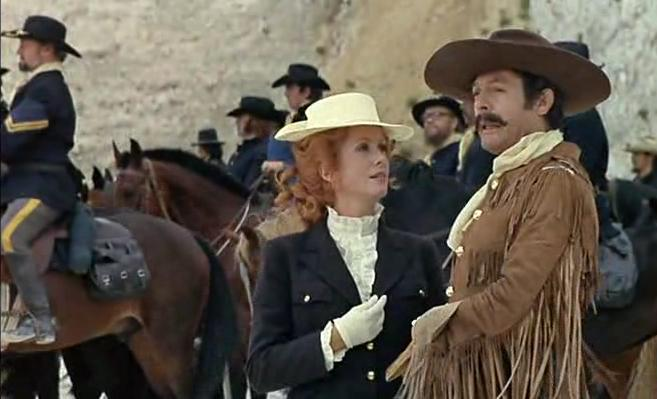
Catherine Deneuve et Marcello Mastroianni dans Touche pas à la femme blanche ! (1974).

En 1974, l'actrice retrouve Marco Ferreri pour Touche pas à la femme blanche !, transposition loufoque de la bataille de Little Big Horn dans le quartier parisien des Halles, alors en pleine restructuration. Elle y donne à nouveau la réplique à Marcello Mastroianni, avant de se séparer de l'acteur. Ensuite, vient le film La Femme aux bottes rouges de Juan Luis Buñuel, qui suit les étranges aventures d'un amateur d'art milliardaire et d'une jeune femme écrivain aux pouvoirs mystérieux et surnaturels.
L'insuccès se poursuit en 1975 avec Zig-Zig, où elle joue aux côtés de Bernadette Lafont. Le tournage est l'un des plus chaotiques de sa carrière, le réalisateur Laszlo Szabo étant constamment ivre sur le plateau : « Je crois que je n'ai jamais été autant attaquée que pour Zig Zig. J'ai été totalement refusée en tant que prostituée, et je crois que mon personnage a profondément déplu au public. Et, bien sûr, le fait que je sois productrice, cette façon de vouloir assumer en même temps, on n'était pas prêt à me pardonner cela. Car il ne faut pas exagérer, Zig Zig n'est pas le plus mauvais film que j'ai fait. Je ne suis pas sûre que ce soit le meilleur, mais ce n'est en tout cas pas le plus mauvais. Cela dit, je pense que c'est un film insolite et même poétique. Et cet échec commercial ne m'empêchera pas de refaire des films avec de jeunes metteurs en scène, même inconnus, si le sujet me plaît ». S'ensuivent deux autres films qui ne marquent pas non plus les esprits, La Grande Bourgeoise de Mauro Bolognini, puis L'Agression de Gérard Pirès où elle est opposée à Jean-Louis Trintignant.

#### Comédie
L'année 1975 permet à Catherine Deneuve de renouer avec le succès populaire grâce à la comédie Le Sauvage de Jean-Paul Rappeneau dans laquelle elle a pour partenaire Yves Montand. Situé au Venezuela à l'époque contemporaine, le film raconte l'histoire d'une femme qui, juste après s'être mariée, trouve son époux envahissant et le quitte brusquement, avant de faire irruption dans la vie d'un parfumeur misanthrope retiré sur une île. Le tournage reste l'un des plus grands souvenirs de Catherine Deneuve : « C'est la jubilation absolue de se retrouver en « emmerdeuse ». J'avais l'impression qu'Yves Montand jouait autant mon amant que tous ces frères qu'on rêve d'avoir et avec lesquels on ne cesserait de se chamailler. Quelle joie d'être une fille dans ces cas-là ! ».
Le Sauvage, aujourd'hui considéré comme l'une des meilleures comédies du cinéma français, connaît un grand succès critique et commercial et révèle le véritable potentiel comique de l'actrice, alors mésestimé jusque-là. Le réalisateur utilise l'impressionnant débit de parole de l'actrice comme un élément rythmique, indispensable pour son film, qui est également l'un des rares où elle accepte de jouer dénudée,.

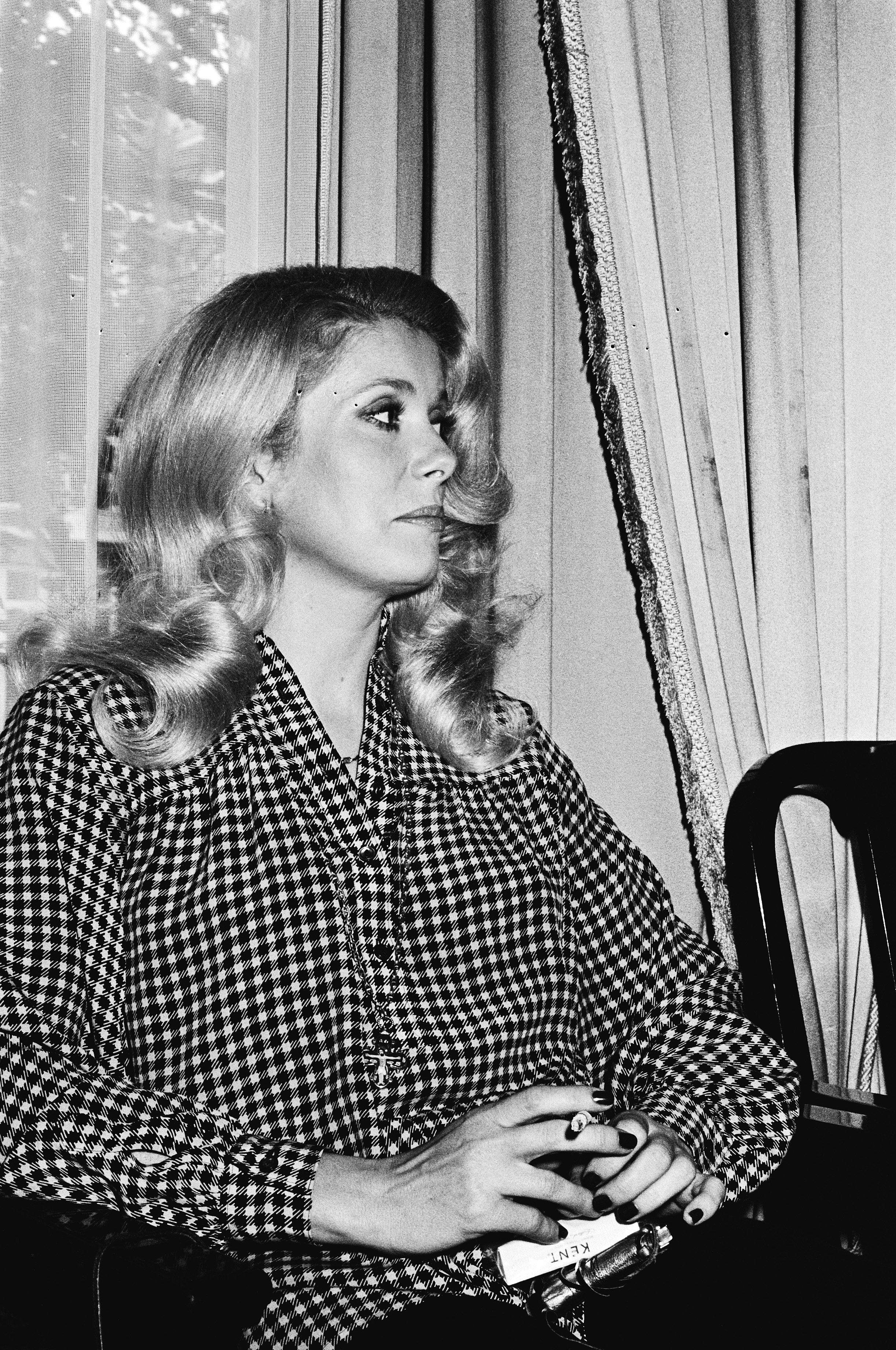
Catherine Deneuve en 1979.

L'année suivante, Catherine Deneuve tente une nouvelle expérience hollywoodienne avec le film noir La Cité des dangers de Robert Aldrich, avec également Burt Reynolds, mais se montre toujours désintéressée par l'éventualité d'une carrière américaine. Également en 1976, l'actrice se laisse tenter par le drame Si c'était à refaire afin de pouvoir travailler avec Claude Lelouch, réputé pour sa « formidable » direction d'acteurs, mais dont elle dira plus tard : « II voulait un peu casser mon image. C'est ça le problème, ils veulent tous casser votre image ».
L'actrice tourne ensuite dans le film d'aventures anglais Il était une fois la Légion, qui reste l'un de ses plus mauvais souvenirs, notamment à cause de ses relations conflictuelles avec le réalisateur Dick Richards et le comportement « désagréable » de l'acteur américain Gene Hackman, dont la réputation difficile n'est plus à faire.
En 1977, Catherine Deneuve entreprend le tournage de Coup de foudre de Robert Enrico, avec Philippe Noiret, mais le film, confronté à de nombreuses difficultés financières, doit être abandonné. De son propre aveu « frustrée, agressée, victimée » par cet événement, Catherine Deneuve reste un long moment sans tourner, peu convaincue par les projets qui lui sont présentés et qu'elle juge sans intérêt.
Elle retrouve le chemin des plateaux un an plus tard avec L'Argent des autres de Christian de Chalonge, où elle partage l'affiche avec Jean-Louis Trintignant, Claude Brasseur et Michel Serrault. Elle accepte ensuite la proposition du réalisateur argentin Hugo Santiago de tenir le rôle principal de son film noir Écoute voir, séduite à l'idée de pouvoir incarner une détective privée, engagée par un jeune châtelain et savant émérite afin d'enquêter sur de mystérieux individus, membres d'une secte étrange. Bien qu'emballée par le scénario, l'actrice juge le film « raté », mais qu'il lui a permis d'enrichir son expérience.
Le film suivant, Ils sont grands, ces petits, qui est pour elle une « vraie comédie comme je n'en avais pas fait depuis très longtemps », raconte l'histoire d'une sœur et de son frère, interprété par Claude Brasseur, qui tentent de déjouer les plans d'un promoteur immobilier pour sauver leur propriété.
En 1979, elle retrouve Claude Lelouch pour le drame À nous deux, dans lequel elle a pour partenaires Jacques Dutronc et Jacques Villeret, avant de tourner une nouvelle comédie, Courage fuyons d'Yves Robert.

### Années 1980

#### Reconnaissance critique et premier César
Catherine Deneuve inaugure la nouvelle décennie avec l'un des plus grands succès de sa carrière, Le Dernier Métro de François Truffaut. L'intrigue suit l'équipe d'un théâtre qui, sous l'occupation, tente de monter une pièce, tandis que le directeur, juif, reste caché dans la cave à l'insu de tous. Douze ans après leur première collaboration, le réalisateur compose un personnage à l'opposé de celui de La Sirène du Mississippi, froid et vénéneux : « Truffaut trouvait que mon physique m’avait beaucoup servi. Il pensait que ce pouvait être un poids et un inconvénient. Il voulait me donner un rôle de maturité, le rôle d’une femme active, brusque, virile, une femme qui a à prendre une décision, une femme un peu brutale ».
Toutefois, le personnage qu'incarne l'actrice se prénomme à nouveau Marion, comme dans la Sirène et le réalisateur va jusqu'à reprendre l'une des répliques de ce dernier, des phrases qui sont des déclarations à l’actrice : « Tu es belle, si belle que te regarder est une souffrance. – Hier, tu disais que c’était une joie ! – C’est une joie et une souffrance ».
Le film marque également la première collaboration entre Catherine Deneuve et Gérard Depardieu, ce dernier étant, du propre aveu de l'actrice, son partenaire favori : « Il y a quelque chose de tellement harmonieux chez Gérard que c'était impossible de ne pas être bien en tournant avec lui. C'est quelqu'un qui apporte énormément sur un plateau, indépendamment de ce qu'il apporte sur l'écran. C'est vraiment l'un des acteurs qui m'a le plus épatée. Il peut tout faire, c'est toujours évident… ».
Leur admiration réciproque fait dire à Depardieu : « Catherine est l'homme que j'aurais voulu être », et à Deneuve répondre : « Gérard est la femme que j'aurais voulu être ». Le Dernier Métro reçoit un accueil triomphal lors de sa sortie, avec plus de trois millions de spectateurs, et récolte dix César, dont celui de la meilleure actrice pour Catherine Deneuve. Le film fait à nouveau d'elle une valeur sûre du cinéma français et qui, selon la presse, s'impose comme « la star des records de beauté, d’efficacité, de rareté, de discrétion, de durée ».
Également en 1980, Catherine Deneuve tient le rôle principal de la comédie dramatique Je vous aime de Claude Berri, où elle joue face à Serge Gainsbourg avec lequel elle chante le titre Dieu fumeur de havanes, ainsi que Gérard Depardieu, Jean-Louis Trintignant et Alain Souchon.
L'année suivante, elle est à l'affiche du film policier Le Choix des armes d'Alain Corneau, aux côtés d'Yves Montand et de Gérard Depardieu. À cette époque, elle envisage un temps de mettre un terme à sa carrière d'actrice pour se consacrer à la production.
Vient finalement sa rencontre avec le réalisateur André Téchiné, avec qui elle fera huit films. Le premier d'entre eux est le drame psychologique Hôtel des Amériques, où elle joue face à Patrick Dewaere sur un scénario qui aborde les thèmes de la rencontre, de l'amour passionné mais aussi de la fatalité et de la solitude. Si l'actrice parvient à surprendre dans un rôle de victime romantique, le film n'obtient pas le succès escompté : « J'étais à la fois très triste mais pas trop étonnée de l'échec de Hôtel des Amériques. Le film était très beau mais si pessimiste, si dérangeant, que j'ai pu comprendre le rejet du public ».
Le film suivant, le polar Le Choc, qui l'oppose à Alain Delon, se révèle une expérience décevante. En raison des difficultés de relation entre l'actrice et son metteur en scène Robin Davis, c'est Delon qui assure la réalisation des scènes où apparaît sa partenaire.
En 1983, Catherine Deneuve joue dans la comédie d'aventures L'Africain de Philippe de Broca, avec Philippe Noiret à qui elle avait donné la réplique dans La vie de château. Elle y incarne une agent de voyage parisienne qui, alors qu'elle souhaite installer un club de vacances dans la Région des Grands Lacs, retrouve son ex-mari qui, lui, n'aspire qu'à fuir le monde civilisé et cette ex-épouse trop envahissante. L’Africain connaît un certain succès avec un peu plus de 1,7 million d’entrées.

#### Une actrice caméléon
La même année sort dans les salles le film fantastique Les Prédateurs, premier long métrage de l'anglais Tony Scott, et dans lequel elle donne la réplique à David Bowie et Susan Sarandon. Il raconte le drame existentiel de la belle et élégante Miriam Blaylock, vampire de son état, condamnée à la vie éternelle. Mélangeant les thèmes du vampirisme, de l'amour saphique et sacrificiel, de la séduction et la répulsion, Les Prédateurs, pourtant mal accueilli à sa sortie par la critique et le public, devient progressivement un film culte, notamment grâce à une scène d'amour entre Susan Sarandon et Catherine Deneuve, ce qui permet à cette dernière de devenir une icône pour les gays et les lesbiennes.
En 1984, Catherine Deneuve joue l'ancienne maîtresse d'un président de la République dans Le Bon Plaisir de Francis Girod, avec également Michel Serrault et Jean-Louis Trintignant. Le film évoque, dix ans avant que le fait soit officiellement révélé, par un procédé de roman à clef, l'existence de l'enfant cachée, Mazarine, du président d'alors, François Mitterrand.
La même année, Catherine Deneuve accepte de tenir un petit rôle dans Fort Saganne d'Alain Corneau, avec Gérard Depardieu, le scénario étant l'un des plus beaux qui lui ait été donné de lire. Également en 1984, l'actrice se laisse séduire par un rôle, à l'origine destiné à une autre actrice, que lui propose le réalisateur Élie Chouraqui dans sa comédie dramatique Paroles et Musiques, celui d'un personnage qui traduit « le lot de toutes les femmes qui se retrouvent seules avec des enfants et qui veulent maintenir une harmonie, protéger tout le monde, faire face et rester vibrantes. Des femmes qui veulent de l'amitié, de l'amour… l'amour total ».
Le film se révèle néanmoins être une déception pour Catherine Deneuve lorsqu'elle découvre le résultat final. En effet, le réalisateur, séduit par la complicité du duo formé par Christophe Lambert et Richard Anconina pendant le tournage, décide d'orienter son film différemment, alors que le scénario originel était davantage centré sur le personnage de l'actrice.
L'image publique de Catherine Deneuve durant cette décennie est également marquée par son incarnation de Marianne. En 1985, l'actrice accepte de prêter ses traits au symbole de la République à l'issue d'un sondage auprès des Français la désignant comme la plus belle femme de France : « J'ai toujours résisté à la momification. À l'exception du buste de Marianne : j'ai trouvé ça sympathique car c'était un sondage populaire et puis la République, c'est important pour moi ». Elle fait par ailleurs reverser les droits qui lui sont dus au titre de la représentation de son image à Amnesty International. À cette époque, Catherine Deneuve refuse de nombreux projets au cinéma et ceux auxquels elle s'intéresse, comme une adaptation d'un polar de Jean-Patrick Manchette par Jean-Luc Godard, une adaptation de La Chambre bleue de Georges Simenon par Maurice Pialat ou encore une comédie originale sur la mode de Jean-Paul Rappeneau avec Isabelle Adjani, ne voient pas le jour.
Elle retrouve finalement le chemin des plateaux en 1986 avec le film policier Le Lieu du crime d'André Téchiné, où le réalisateur lui fait jouer « une femme disons déraisonnable, un peu folle, un peu immature » pour le plus grand plaisir de l'actrice : « J'étais emballée, j'ai eu le même genre de bonheur en lisant le scénario et en faisant ce film qu'en tournant Le Dernier Métro. J'avais une certitude, quant à moi et à ce que j'aime au cinéma, que c'était une vraie rencontre avec un rôle, avec un film, avec quelqu'un pour qui on a plus que de l'estime. Ça n'arrive pas souvent chez moi, car, même si j'aime mes films, je n'ai pas toujours cet état de plaisir au tournage, pas aussi intensément. Il n'y a pas eu une journée où je n'ai ressenti ce plaisir ». Présenté en compétition lors de la 39e édition du festival de Cannes, le film séduit la critique et Catherine Deneuve est saluée pour sa performance. Ainsi, Cinématographe estime que l'actrice « accomplit une provincialisation bouleversante et trouve ici son meilleur rôle dans un emploi tragique. Les cheveux mouillés, elle atteint les paroxysmes anciens où savaient se montrer Ingrid Bergman et Anna Magnani ».
En 1987, Catherine Deneuve est à l'affiche du thriller Agent trouble de Jean-Pierre Mocky, tourné relativement rapidement et avec un petit budget. L'actrice accepte d'abîmer son image de star glamour en s'affublant de lunettes, d'une perruque rousse et d'un tailleur sobre pour incarner une sage conservatrice de musée qui se retrouve entraînée malgré elle dans une affaire d'état. Sa prestation fait de nouveau l'unanimité auprès de la critique. Première la trouve « parfaite, comme à l’accoutumée, menant tambour battant l’intrigue et le film. On la savait très à l’aise dans la comédie, et on s’étonne que les scénaristes ne pensent pas à elle plus souvent pour ce genre de composition ».
L'année suivante, Catherine Deneuve retrouve Gérard Depardieu pour la comédie dramatique Drôle d'endroit pour une rencontre, première réalisation de François Dupeyron. Elle y joue une femme abandonnée par son compagnon sur l'aire de repos d'une autoroute, une nuit d’hiver, et qui rencontre un automobiliste en panne : « J'ai eu une expérience difficile, mais qui s'est révélée quand même positive, avec François Dupeyron. Le scénario était magnifique. Le tournage a été très difficile, car il avait du mal à diriger ses acteurs. Après les prises, il ne savait pas exprimer ce qui n'allait pas. C'était un désarroi terrible, et j'ai pas mal souffert sur ce film, que j'aime beaucoup, avec ses erreurs et ses faiblesses. C'est un film très attachant et très original, mais le tournage a été très difficile ».
Malgré un accueil critique dithyrambique, le public n'est pas au rendez-vous. Les Cahiers du cinéma estiment que « Rarement couple de cinéma fut aussi synchrone dans son double jeu d’attirance et de répulsion. Dans Drôle d’endroit pour une rencontre, Catherine Deneuve et Gérard Depardieu donnent simultanément – et sublimement – l’impression d’être au sommet (de leur art), tout en laissant, sur les côtés, s’installer la sensation du vide, du trou béant. Ce point d’équilibre – qui est aussi, d’une certaine manière, un point limite – s’appelle tout simplement la perfection ».

### Années 1990

#### Consécration et second César avecIndochine
À une époque où elle peine à trouver un scénario qui la surprenne, Catherine Deneuve est bouleversée par la lecture d'Indochine de Régis Wargnier, fresque écrite spécialement pour elle et bâtie aussi bien scénaristiquement que financièrement sur sa présence : « J’ai eu le même genre d’émotion qu’en lisant le scénario du Dernier Métro. C'était une vraie histoire romanesque, avec des relations fortes entre les personnages, située dans un pays, une époque et un contexte politique sur lesquels on vous dit des choses, sans que ces informations prennent le pas sur l’intrigue elle-même ».
Superproduction dans la lignée des œuvres hollywoodiens telles que Autant en emporte le vent, Docteur Jivago ou encore Out of Africa, Indochine montre les horreurs du colonialisme français subies par les autochtones, tout en rejoignant la vision nostalgique et fantasmatique de L'amant et Diên Biên Phû,.
Catherine Deneuve y incarne Éliane Devries qui, dans les années 1930, dirige avec fermeté une plantation d'hévéas. Alors que sa seule attache sentimentale est Camille, princesse annamite orpheline qu’elle a adoptée, les deux femmes tombent amoureuses d'un jeune officier de marine. Produit pour un budget de 120 millions de francs, le film, dont les prises de vues s'étalent sur trois mois entre Hanoï et Penang, est pour l'actrice « un très grand souvenir de tournage, une aventure vraiment formidable, humainement, professionnellement, sentimentalement. C'était un tournage très exceptionnel »,.
Le film, sorti en 1992, est un succès mondial considérable avec notamment plus de trois millions d'entrées en France. Il permet à Catherine Deneuve d'obtenir un second César de meilleure actrice. L'actrice, déjà très appréciée des Américains et qualifiée de « trésor national français » par le magazine Vanity Fair, est également nommée à l'Oscar pour sa performance, reconnaissance que peu d’actrices françaises ont pu obtenir.
En 1993, Catherine Deneuve retrouve André Téchiné pour Ma saison préférée. Le film, qui l'oppose à Daniel Auteuil, décrit la relation fusionnelle entre un frère et une sœur au moment où leur mère perd la raison. Malgré un sujet complexe, le tournage se déroule, selon Catherine Deneuve, dans « une douceur incroyable. Et justement parce que je crois que le film était difficile, pour nous entre autres à cause des relations avec la mère. Tout le monde se sent de près ou de loin concerné par ce rapport à la fois direct, simple, violent et passionnel entre les enfants et la mère ; je pense que même pour André c'était douloureux et difficile, de même que pour toute l'équipe. Il y a toujours une forme de souffrance dans les rapports intimes. Ce n'est que dans une relation très « guindée » qu'on parvient à garder des signes extérieurs qui empêchent les débordements affectifs, certains mots qui font mal ».
Ma saison préférée rencontre un certain succès public, avec plus d'un million d'entrées, mais aussi critique, à la suite de sa présentation lors du 46e Festival de Cannes, où la performance de Catherine Deneuve fait l'unanimité au point que la presse la pressent pour un prix d'interprétation. Elle reçoit également sa septième nomination au César de la meilleure actrice.
L'année suivante, elle accepte la vice-présidence du jury de Clint Eastwood lors du 47e Festival de Cannes mais n'en garde que des souvenirs mitigés, estimant qu'il y avait « une pression folle et pas assez d'échanges ni de discussions ». La Palme d'or est attribuée à Pulp Fiction de Quentin Tarantino. Quelques années plus tard, l'actrice avouera avoir accepté cette fonction dans l'espoir de convaincre Eastwood de l'engager sur son film Sur la route de Madison, rôle finalement joué par Meryl Streep.
En 1995, Catherine Deneuve est l'une des nombreuses personnalités à figurer dans Les Cent et Une Nuits de Simon Cinéma d'Agnès Varda et donne pour l'occasion la réplique à Robert De Niro. Vient ensuite Le Couvent de Manoel de Oliveira, avec également John Malkovich, film aux allures buñueliennes que l'actrice juge « impossible de résumer. Pour un acteur, c’est même quasiment impossible d’en parler tellement il s’agit d’un film d’auteur au sens le plus fort du mot »,.
L'année suivante, l'actrice tourne de nouveau sous la direction d'André Téchiné. Les Voleurs raconte l'histoire d'un policier solitaire, joué par Daniel Auteuil, rejeté par sa famille, dont son père et son frère, qui sont des voleurs de voitures. La critique est élogieuse pour l'actrice, qui incarne dans le film une professeur de philosophie homosexuelle. Ainsi, les Cahiers du cinéma la trouve « vraiment sublime, abandonnée à son rôle, loin de tout souci narcissique d'idéalisation de son image, et qui, même dans les scènes les plus âpres, réussit à doubler la gravité de son personnage d'une sorte de gaieté malicieuse, une légère griserie dont on ne sait si elle tempère l'émotion et la rend supportable, ou si elle la décuple ».

#### Projets plus personnels

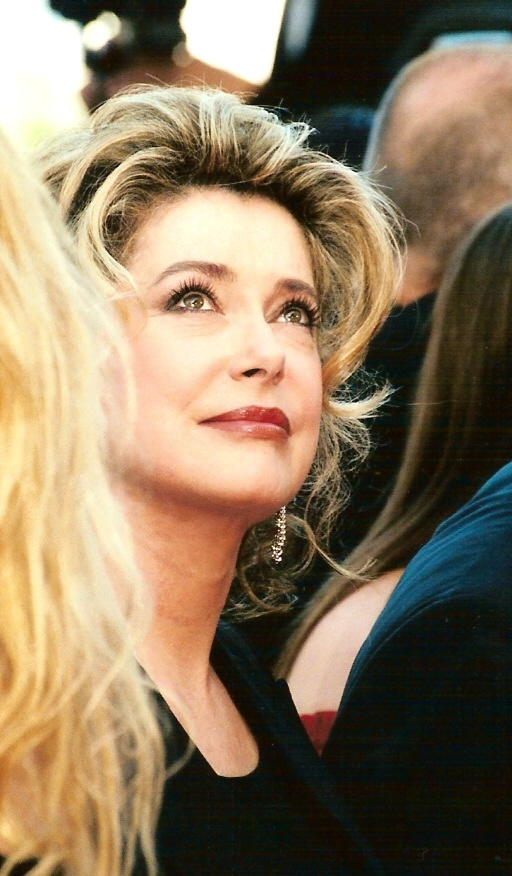
Catherine Deneuve au Festival de Cannes 1999.

Également en 1996, Catherine Deneuve accepte pour la première fois d'évoquer publiquement le souvenir de sa sœur Françoise Dorléac à travers un documentaire, réalisé par Anne Andreu, et un livre, co-écrit avec Patrick Modiano, tous les deux intitulés Elle s'appelait Françoise : « Si j’ai accepté, trente ans plus tard, c’était d’abord parce que j’avais une grande confiance en la réalisatrice et puis parce que j’ai ressenti à ce moment-là la nécessité de redonner à ma sœur plus de place dans l’esprit du public. C'est vrai que j'aurais pu le faire avant mais… il faut croire que je n'étais pas prête. Vous ne savez pas pourquoi un jour il devient possible de parler, c'est comme ça. J'ai pensé aussi à tous ceux qui vivent le deuil, d'un enfant, d'un frère, d'une sœur. J'ai ressenti le besoin de faire savoir l'arrachement que cela représente ».
En 1997, Catherine Deneuve tourne pour la première fois avec le réalisateur chilien Raoul Ruiz à l'occasion du thriller psychanalytique Généalogies d'un crime, où elle incarne un double rôle. Malgré les louanges de la presse et l'obtention de l'Ours d'argent lors de la 47e édition du festival international du film de Berlin, le film ne rencontre pas les faveurs du public. L'année suivante, la Berlinale lui remet un Ours d'or d'honneur pour l'ensemble de sa carrière. Toujours en 1998, le succès est de nouveau au rendez-vous pour Catherine Deneuve avec le drame Place Vendôme, de Nicole Garcia. Son rôle de joaillière alcoolique à la dérive lui permet de remporter la Coupe Volpi de la meilleure interprétation féminine lors de la 55e édition du festival international du film de Venise.
Après une longue période marquée par une alternance entre le cinéma d’auteur et des rôles souvent tragiques, elle revient à la comédie avec Belle Maman, premier des cinq films dont elle est à l'affiche en 1999. Elle y joue une mère dont le beau-fils tombe amoureux alors qu'il s'apprête à épouser sa fille.
Elle tient ensuite un second rôle dans Le Vent de la nuit de Philippe Garrel, celui d'une femme mariée qui s'accroche à son jeune amant comme sa dernière chance de pouvoir connaître le bonheur.
Motivée une fois de plus par la curiosité, Catherine Deneuve s'engage la même année dans l'univers de Leos Carax et permet à ce dernier de monter le financement de son film Pola X : « J'ai toujours été convaincue que Carax était un authentique cinéaste. C’est ce qui m’a attirée. Je voulais tenter l’expérience de tourner avec cet homme compliqué, mystérieux et orgueilleux. Même si j’étais sensible à l’idée de ces rapports un peu incestueux entre une mère et son fils, je confesse que le scénario seul ne m’aurait pas convaincue. Et puis, dans la mesure de mes moyens, je souhaitais aussi aider son projet que je savais en grande difficulté. Avant d’avoir signé mon contrat, j'ai ainsi accepté de tourner une bande-annonce qu'il a présentée à Cannes afin d’obtenir les financements nécessaires aux effets spéciaux du film ».
Catherine Deneuve termine l'année en retrouvant Raoul Ruiz pour Le Temps retrouvé, puis Régis Wargnier avec Est-Ouest, chaque fois dans des rôles secondaires.
Considérée dans le monde entier comme l'une des plus belles femmes et l'une des plus grandes actrices françaises de ces quarante dernières années, elle jouit d'une notoriété internationale et d'une filmographie exceptionnelle. La plupart des grands réalisateurs européens ont fait appel à elle, associant définitivement son nom à l'histoire du cinéma de la seconde moitié du XXe siècle.
L'UNESCO la choisit comme ambassadrice de la préservation du patrimoine cinématographique en 1999.

### Années 2000

#### Retour à la comédie musicale

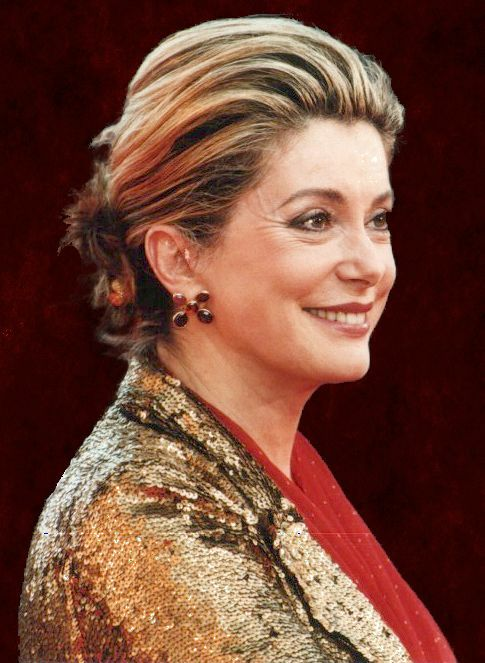
Catherine Deneuve en 2000.

Bouleversée par le film Breaking the Waves de Lars von Trier, Catherine Deneuve fait parvenir une lettre à ce dernier, lui indiquant son souhait de travailler avec lui. Le réalisateur lui offre alors un rôle, initialement écrit pour une actrice afro-américaine, dans son nouveau film Dancer in the Dark.
L'histoire suit le parcours d'une jeune émigrée tchèque et mère célibataire qui, sur le point de devenir aveugle, s'évertue à réunir les fonds nécessaires afin de payer l'opération qui permettra à son fils, atteint de la même infirmité, d'y échapper. Le rôle principal et la bande originale sont confiés à la chanteuse islandaise Björk. Le tournage est marqué par les rapports conflictuels que cette dernière entretient avec Lars Von Trier.
Prenant la défense de sa partenaire, Catherine Deneuve explique : « C'était une épreuve pour elle de se retrouver devant tout ce monde. Björk ne jouait pas, elle se contentait d'être. Parfois, elle ne supportait plus la pression que lui imposait de vivre ainsi son rôle et elle fuguait comme une écolière. Bien sûr, j'étais parfois déroutée, découragée. Je l'ai beaucoup protégée. Elle est unique et, je pense, extrêmement timide, elle est habituée à travailler dans un univers intime. ». Le film, qui superpose les codes du mélodrame et de la comédie musicale, reçoit un accueil triomphal à la suite de sa présentation lors de la 53e édition du festival de Cannes, au cours de laquelle il remporte la Palme d'or.
L'année suivante, après une participation dans Je rentre à la maison de Manoel de Oliveira et une apparition dans la comédie Absolument fabuleux avec Josiane Balasko et Nathalie Baye, Catherine Deneuve incarne un personnage de Reine dans deux productions : Le Petit Poucet d'Olivier Dahan, pour lequel elle retrouve l'univers des contes de fées, et D'Artagnan, film de cape et d'épée américain qu'elle juge, à l'instar de la critique, sans intérêt. En 2002 sort en salles Huit Femmes de François Ozon, l'un des films les plus populaires de la carrière de Catherine Deneuve. Ce huis clos humoristique, kitsch et vénéneux, adapté d'une comédie policière du théâtre de boulevard, se situe dans les années 1950 et réunit un casting exclusivement féminin sur l'exemple de Women de George Cukor.
Parmi les huit vedettes sollicitées pour donner la réplique à Catherine Deneuve se trouvent Isabelle Huppert, Fanny Ardant, Emmanuelle Béart et Danielle Darrieux. Le film, qui est un grand succès critique et public, reçoit l'Ours d'argent de la meilleure contribution artistique pour sa distribution lors du Festival de Berlin 2002. L'année suivante, sa participation dans Un film parlé marque sa troisième et dernière collaboration avec Manoel de Oliveira, puisqu'elle déclinera sa proposition de jouer dans Belle toujours, la suite qu'il a imaginée de Belle de jour et dont Bulle Ogier reprendra finalement le rôle.
Catherine Deneuve fait ensuite ses débuts à la télévision avec deux projets successifs. Elle se laisse d'abord séduire par une adaptation moderne des Liaisons dangereuses, tournée sous la forme d'une mini-série par Josée Dayan. Elle y incarne le personnage sulfureux de la Marquise de Merteuil, aux côtés notamment de Danielle Darrieux, Rupert Everett et Nastassja Kinski. D'abord annoncé comme un événement, le projet, remonté à plusieurs reprises, se révèle une déception tant au niveau critique que public, rassemblant un peu plus de cinq millions de téléspectateurs lors de sa diffusion, en deçà des scores habituels des fictions de Josée Dayan.
De son côté, Catherine Deneuve garde un souvenir amer de cette expérience : « J’ai été très malheureuse de leur diffusion. Et cela a été un sabotage incroyable ! Par exemple, le fait que Ruppert Everett ait été doublé, alors que son français était compréhensible. La discussion avec la chaîne n’a pas été possible. Le diffuseur a tous les droits. Je me suis fait rouler dans la farine. Je ne suis pas près de l’oublier ».
L'actrice incarne ensuite Marie Bonaparte, petite-nièce de Napoléon Ier et disciple de Sigmund Freud, dans le téléfilm Princesse Marie de Benoît Jacquot, diffusé en 2004 en deux parties sur la chaîne Arte. Catherine Deneuve est ensuite annoncée au casting de la comédie américaine J'adore Huckabees de David O. Russell, avec également Dustin Hoffman, mais finit par se retirer du projet, se sentant incapable d'enchaîner les tournages.
La même année, après avoir retrouvé André Téchiné pour un cinquième film, Les Temps qui changent, où le cinéaste reconstitue son couple de cinéma avec Gérard Depardieu, elle se voit proposer une courte participation dans le film Rois et Reine d'Arnaud Desplechin. Alors qu'elle s'apprête à refuser le rôle, sa rencontre avec le réalisateur la fait changer d'avis : « Il parle tellement bien du cinéma… Avec lui, on tourne vite, c'est très étonnant, étourdissant. Il est volubile, il cherche, il reprend, on ne s'arrête pas. Il m'a offert une scène qui procure au maximum le plaisir de jouer à deux ».

#### Une actricebankable
L'année 2005 est marquée par la sortie de Palais royal !, une satire de la monarchie réalisée par Valérie Lemercier, qui rencontre un large succès critique et commercial. Dans leur critique du film, Les Inrockuptibles estiment que, pour cette « comédie populaire gracieuse et personnelle, il n'y avait pas de meilleur choix que Catherine Deneuve pour incarner la reine mère de ce royaume de fantaisie sur papier glacé. Dans cet emploi, qui fait appel à une compétence comique qu'elle a peu l'occasion d'exploiter (chez Rappeneau bien sûr, chez Téchiné parfois), elle est tout bonnement géniale, tour à tour acerbe, cassante, teigneuse ». Également en 2005, Catherine Deneuve se voit décerner une Palme d'or d'honneur lors du 58e Festival de Cannes pour l'ensemble de sa carrière.
L'année suivante, elle fait une apparition remarquée dans la série américaine Nip/Tuck. Le temps d'un épisode, elle joue le rôle d'une femme qui souhaite que les cendres de son mari soient incorporées à ses implants mammaires. Elle partage ensuite l'affiche de la comédie dramatique Le Héros de la famille de Thierry Klifa avec notamment Gérard Lanvin et Emmanuelle Béart. Toujours en 2006, elle préside le jury de la 63e Mostra de Venise qui attribue le Lion d'or au film Still Life réalisé par Jia Zhangke.
Dans le film suivant sorti en 2007, Après lui de Gaël Morel, elle incarne une femme brisée qui finit par se rapprocher du meilleur ami de son fils, responsable involontaire de la mort de ce dernier à la suite d'un accident de voiture, afin de faire son deuil. Dans un premier temps, l'actrice hésite à se lancer dans l'aventure, en raison de la douleur et de la violence du scénario, qui lui rappellent la mort de sa sœur Françoise : « Je n'aime pas que le personnel ou l'intime viennent se mêler à la fiction. Je redoute par-dessus tout l'indécence de la chose. Mais soit on craint la douleur que va susciter le tournage, soit on espère évacuer de mauvaises idées et se libérer de mauvais souvenirs. J'ai pris ma décision en espérant qu'il s'agissait de la bonne ».
Le film reçoit un bon accueil de la part de la critique, à l'instar des Inrockuptibles qui écrivent : « Au-delà de son approche singulière et touchante du travail de deuil, Après lui doit sa réussite aux acteurs, tous très bien, et particulièrement à Catherine Deneuve, qui délaisse ici sa panoplie de star glamour pour aller au charbon dans un rôle de femme borderline passant par tous les états de la déstabilisation affective : une performance assez étourdissante qui fait aussi de ce film un puissant documentaire sur Deneuve actrice en majesté. ». La même année, Catherine Deneuve prête sa voix à l'un des personnages du film d'animation en noir et blanc Persepolis, réalisé par Vincent Paronnaud et Marjane Satrapi, et adapté de la bande dessinée autobiographique de cette dernière. Le film fait l'objet de plusieurs polémiques et interdictions lors de sa sortie, notamment dans les pays musulmans, mais obtient néanmoins un vif succès international, couronné par deux César ainsi que par une nomination à l'Oscar.
En 2008, Catherine Deneuve retrouve le réalisateur Arnaud Desplechin pour le drame familial aux allures bergmaniennes Un conte de Noël, dans lequel elle joue le rôle d'une femme atteinte d'une leucémie rare nécessitant une greffe de moelle osseuse et dont le seul à être un donneur compatible parmi toute sa famille est son fils, banni de la famille, à qui elle n'hésite pas à dire qu'elle ne l'a jamais aimé. Présenté en compétition lors de la 61e édition du festival de Cannes en 2008, le film ne reçoit pas de récompense mais Catherine Deneuve y obtient un prix spécial du jury pour l'ensemble de sa carrière (conjointement avec Clint Eastwood) ; elle remercie alors spécifiquement Arnaud Desplechin, soulignant qu'elle aura « toujours envie de continuer à faire des films tant qu’il y aura quelques rares metteurs en scène comme lui » et, à propos du film, se dit « heureuse encore aujourd’hui de pouvoir faire des films comme celui-là ».
La même année, Catherine Deneuve présente également à Cannes, dans la section Un certain regard, le documentaire expérimental Je veux voir des cinéastes Joana Hadjithomas et Khalil Joreige, qui raconte la découverte du Liban par une actrice française. Le tournage, qui laisse une grande part à l'improvisation, a lieu peu de temps après le conflit israélo-libanais de 2006 et est, pour Deneuve, une manière de « marquer un temps. Ça m’a paru important effectivement que des cinéastes filment le pays après ces événements, avant que tout ne soit reconstruit ». Sorti la même année, la comédie Mes stars et moi est le film que Catherine Deneuve regrette le plus d'avoir tourné. Également en 2008, l'actrice apparaît dans le clip illustrant la chanson Figures imposées du chanteur Julien Doré.

### Années 2010

#### Succès commerciaux

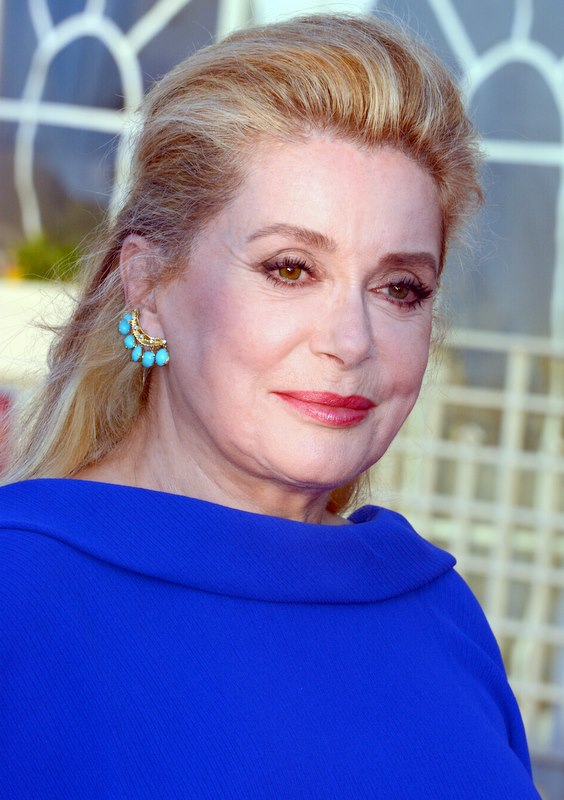
Catherine Deneuve en 2013.

Catherine Deneuve connaît l'un de ses plus grands succès populaires en 2010 avec la comédie Potiche pour laquelle elle retrouve le réalisateur François Ozon. Adaptation d'une pièce de boulevard dans un mélange d'humour et de kitsch analogue à l'esprit de Huit femmes, le film s'intéresse à l'émancipation d'une femme au foyer, bourgeoise dans les années 1970. Présenté à la 67e édition de la Mostra de Venise, il n’obtient aucune récompense mais est globalement bien accueilli par la critique et le public français, avec plus de deux millions d’entrées en salles.
Pour Les Inrockuptibles, le réalisateur réussit à « capter une actrice au sommet de sa hypitude. Star du passé investie par de jeunes réalisateurs cinéphiles, actrice d’un pur présent plus cool souvent que beaucoup de ses cadettes, Deneuve devient dans Potiche une créature du futur antérieur : celle qui, au passé, va changer les choses, modifier les mentalités et la perception de la femme dans une société encore patriarcale. Ce point de rencontre entre une actrice (atemporelle) et son personnage fait de Potiche non seulement une comédie alerte résonnant avec l’air du temps, mais un sublime manifeste féministe, s’ajoutant à tous ceux déjà réalisés par Ozon ». Nommée au César de la meilleure actrice pour sa performance, Catherine Deneuve se rend à la cérémonie avant de définitivement boycotter l'Académie, expliquant ne pas avoir « assez de considération » pour l'institution : « Les règles de vote ne sont pas assez claires, la soirée n'est pas festive et toute la profession n'y est pas représentée ».
La même année, elle participe à un documentaire, Catherine Deneuve, belle et bien là, réalisé par Anne Andreu, dans lequel elle revient sur les grandes étapes de son parcours. Pour Le Monde, le film « prend sa valeur dans la manière, respectueuse mais juste, dont la réalisatrice, en puisant dans des archives filmiques et photographiques, restitue la trajectoire de cette immense actrice, sa singularité absolue, ses transformations et, au bout du compte, la force indomptable qui lui a permis, à plusieurs reprises au cours de sa carrière, de se réinventer ».
Après avoir tenu un second rôle dans le thriller psychologique L'homme qui voulait vivre sa vie qui la voit donner la réplique à Romain Duris, Catherine Deneuve joue à nouveau sous la direction de Thierry Klifa dans le drame Les Yeux de sa mère. Elle y incarne une présentatrice du journal télévisé piégée par un écrivain en mal d'inspiration qui s'immisce dans son intimité afin d'en tirer un ouvrage à scandale.
L'actrice présente ensuite, lors de la 64e édition du festival de Cannes en 2011, Les Bien-aimés de Christophe Honoré, ce qui lui permet de renouer avec le film musical. La même année, Catherine Deneuve participe à l'émission Taratata où elle reprend le titre L-O-V-E de Nat King Cole, en duo avec Julien Doré.
En 2012, Les Lignes de Wellington, une œuvre romanesque et picturale se déroulant lors de la troisième invasion napoléonienne au Portugal, devait marquer sa troisième collaboration avec Raoul Ruiz mais ce dernier meurt peu de temps avant le tournage. Le film est finalement mis en scène par Valeria Sarmiento, la compagne du réalisateur. La même année, Catherine Deneuve joue le rôle de Cordelia, la reine de Bretagne, dans Astérix et Obélix : Au service de Sa Majesté, quatrième adaptation cinématographique des aventures d'Astérix, avant d'incarner Catherine II de Russie dans le film greco-russe Dieu aime le caviar, avec également John Cleese. Toujours en 2012, le grand magasin Le Bon Marché rend hommage à l'actrice en lui consacrant ses vitrines, où elle est mise en scène à travers dix illustrations pop art signées Marjane Satrapi.
À cette occasion, elle participe à un court métrage documentaire de Loïc Prigent, Catherine Deneuve Rive Gauche, dans lequel elle dévoile ses lieux favoris de la Rive Gauche.
Dans Elle s'en va, road movie écrit spécialement pour elle et réalisé par Emmanuelle Bercot, Catherine Deneuve joue une femme qui décide de tout plaquer et traverse les chemins de France où elle va de découvertes en rencontres qui se veulent plus singulières les unes que les autres. Sorti en 2013, le film est globalement bien reçu par la critique, notamment par Les Inrockuptibles qui y voient « entre road-movie hexagonal haut en couleur et comédie romantique senior, une ode tout en finesse à la palette aux infinies nuances de Catherine Deneuve ».
La même année, l'actrice prête sa voix à l'un des personnages du film d'animation Monstres Academy. Son duo avec Gustave Kervern dans la comédie dramatique Dans la cour, sortie en 2014, fait l'unanimité auprès de la critique, qui y voit le film le plus réussi de Pierre Salvadori.
Au contraire, une septième collaboration avec André Téchiné, L'Homme qu'on aimait trop, ne suscite qu'un faible enthousiasme. L'année 2014 se termine avec une participation au drame Trois cœurs de Benoît Jacquot, avec notamment Chiara Mastroianni et Charlotte Gainsbourg, puis la présidence du 25e Festival du film britannique de Dinard au cours duquel son jury attribue l'Hitchcock d'or au film The Goob de Guy Myhill.
Catherine Deneuve apparaît dans deux films présentés lors de la 68e édition du festival de Cannes en 2015 : le drame La Tête haute et la comédie noire Le Tout Nouveau Testament. Le premier film, qui marque sa seconde collaboration avec la réalisatrice Emmanuelle Bercot, est présenté en ouverture du Festival. Elle y incarne une juge pour enfant qui tente inlassablement de sauver un jeune délinquant, interprété par Rod Paradot. Dans Le Tout Nouveau Testament, elle joue un personnage décalé qui entretient une relation adultère avec un gorille.
L'année suivante, Catherine Deneuve fait sensation en apparaissant sur scène lors de la cérémonie d'ouverture de la 69e édition du même Festival. Accueillie par une standing ovation, l'actrice échange un baiser langoureux avec le maître de cérémonie Laurent Lafitte, avant de disparaître sans avoir prononcé le moindre mot. La même année, elle devient la première femme récipiendaire du Prix Lumière, qui récompense une personnalité du cinéma pour l'ensemble de sa carrière,. Elle profite de l'occasion pour rendre hommage au monde agricole en dédiant son prix « à tous les agriculteurs de France ».
Également en 2016, l'actrice participe à un programme court pour Arte, Catherine Deneuve lit la mode, où elle interprète face caméra plusieurs séries de « tweets inventifs, scandaleux, absurdes et drôles » recueillis par le journaliste et documentariste spécialisé Loïc Prigent dans les coulisses ou dans les rangs des défilés,.

#### Reine du cinéma indépendant

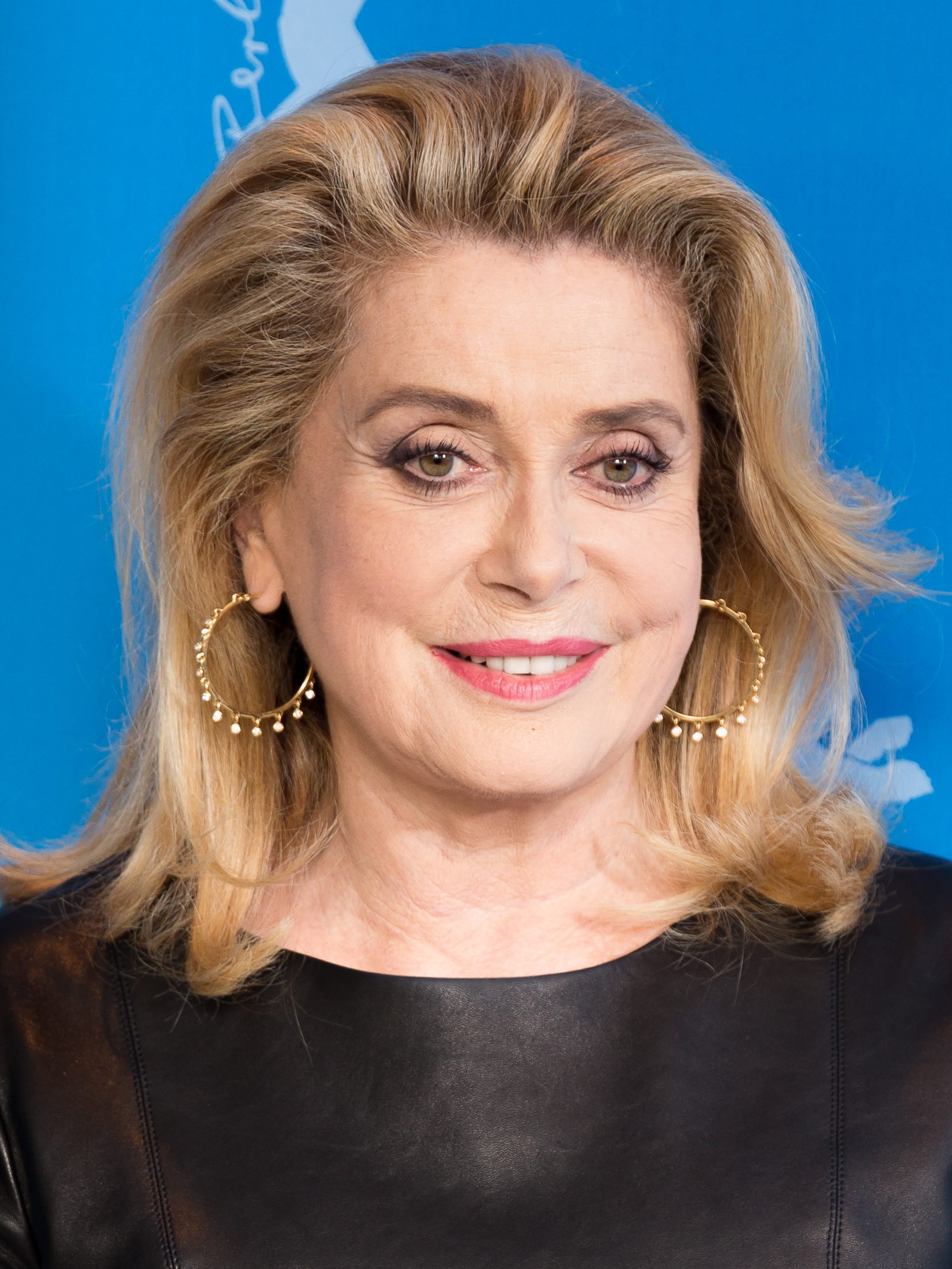
Catherine Deneuve en 2017.

En 2017, Catherine Deneuve se retrouve à l'affiche de trois films. Elle donne la réplique à Catherine Frot dans la comédie dramatique Sage femme, réalisée par Martin Provost. Sélectionné hors-compétition à la 67e édition du festival international du film de Berlin, le film narre l'improbable rapprochement de deux femmes que tout oppose.
L'actrice retrouve ensuite Gérard Depardieu, pour la dixième fois de sa carrière, à l'occasion de la comédie Bonne Pomme. Puis, le thriller Tout nous sépare, sa troisième collaboration avec le réalisateur Thierry Klifa, l'oppose au rappeur Nekfeu. Si la critique salue parfois la prestation des deux acteurs, elle déplore le manque de crédibilité du film qui les réunit. L'année suivante, elle tient un second rôle dans la comédie dramatique Mauvaises herbes mise en scène par l'humoriste Kheiron.
Catherine Deneuve joue le rôle titre de La Dernière Folie de Claire Darling. Troisième film de fiction de la documentariste Julie Bertuccelli, l'histoire est celle d'une femme qui se réveille un matin avec la conviction qu’elle va vivre sa dernière journée et décide, avant de disparaître, d'organiser un vide-grenier pour se débarrasser de tous ses meubles et objets de valeur. Également en 2018, elle préside le jury du 30e festival Premiers Plans d'Angers.
Son huitième film avec André Téchiné, L'Adieu à la nuit sorti en 2019, raconte le combat d'une grand-mère qui tente d'empêcher son petit-fils de partir en Syrie faire le djihad. La même année, elle est à l'affiche du film choral de Cédric Kahn, Fête de famille.
Toujours en 2019, Catherine Deneuve tourne sous la direction du réalisateur japonais Hirokazu Kore-eda qui, avec La Vérité, signe son premier long-métrage français. Elle y incarne Fabienne, une immense star de cinéma, qui, au moment de publier se mémoires, reçoit la visite de sa fille, jouée par Juliette Binoche. Présenté à la 76e édition du festival international du film de Venise, le film est globalement bien reçu par la critique, en particulier pour les performances des acteurs. Ainsi, Première estime que Catherine Deneuve est « absolument magistrale »,à l'instar de Variety qui juge sa performance « magnifique : grandiose, subtile, déchirante et intrépide ».
L'Obs, tout en considérant qu'il ne s'agit pas du meilleur film du cinéaste, est du même avis concernant l'actrice : « C'est le meilleur portrait, en biais, de Catherine Deneuve, aujourd’hui encombrée par sa légende, obligée de toujours dissimuler ses sentiments, et boulimique de travail – comme si chaque nouveau rôle lui donnait un sursis provisoire et chaque tournage, une illusoire cure de jouvence ».
Également en 2019, Catherine Deneuve préside le jury du 45e Festival du cinéma américain de Deauville,.

### Années 2020

#### Une actrice caméléon
En 2020, Catherine Deneuve est à l'affiche de la comédie d'aventure loufoque et déjantée Terrible Jungle, aux côtés de Jonathan Cohen et Vincent Dedienne, dans lequel elle incarne une anthropologue bien décidée à retrouver son fils disparu, et dont le tournage a lieu sur l'île de la Réunion, plus de cinquante ans après celui de La sirène du Mississippi.
Vient ensuite le drame De son vivant qui lui permet de jouer une troisième fois sous la direction d'Emmanuelle Bercot. Elle y tient le rôle d'une mère accablée par le cancer de son fils, interprété par Benoît Magimel. Le 5 novembre 2019, durant le tournage, Catherine Deneuve est victime d'un accident vasculaire ischémique. Immédiatement prise en charge dans l’établissement où elle tournait, l’hôpital de Gonesse, elle est soignée à la Fondation Adolphe-de-Rothschild avant d’entamer sa convalescence dans le centre de réhabilitation post-traumatique de l'Institut national des Invalides,. À la suite de cet accident, qu'elle qualifie comme « assez léger » bien qu'ayant entraîné des « conséquences pénibles », Catherine Deneuve estime être devenue « une autre femme, qui avait une autre façon de voir, de penser, de bouger » et considère avoir eu « une chance formidable parce que c'était violent, rapide et court »,. Le tournage, de nouveau repoussé en raison de la pandémie de Covid-19, reprend finalement en juillet 2020. Le film est présenté hors-compétition lors de la 74e édition du festival de Cannes, au cours de laquelle Catherine Deneuve, saluée par une longue ovation lors de son arrivée à la projection, fait sa première apparition publique depuis près de deux ans.
En mars 2022, elle monte pour la première fois sur scène pour un duo en direct avec Rufus Wainwright lors de son concert au Grand Rex. Ils interprètent Dieu fumeur de havanes. Elle change radicalement d'univers avec le film biographique consacré à l'ex-Première dame Bernadette Chirac intitulé Bernadette. C'est la troisième incursion de l'actrice française dans le domaine après Mayerling en 1968 et Dieu aime le caviar en 2012. Le film débute à la première place du box-office en France avec plus de 267 000 entrées, la première semaine. Elle partage l'affiche avec Denis Podalydès, Michel Vuillermoz, et Sara Giraudeau. Les critiques sont plutôt bonnes. Elle prête sa voix à Black Widow pour les besoins de la version française de la série audio américaine Marvel's Wastelanders en novembre 2023.
En 2024, elle retrouve le chemin des studios hollywoodiens pour le film dramatique Funny Birds, dans lequel elle joue la mère de la comédienne Andrea Riseborough. Elle y incarne rôle d'une grand-mère fantasque. Elle est au casting de Yōkai, le monde des esprits, un film fantastique japonais réalisé par Eric Khoo. En mai 2024, elle est au casting du film Marcello mio de Christophe Honoré, présenté en sélection officielle au Festival de Cannes.
Catherine Deneuve accepte de présider la 50e cérémonie des César qui se tiendra en 2025,. Elle avait déjà rempli ce rôle honorifique en 1983, lors de la 8e cérémonie des César. Elle rejoint la distribution du nouveau film de l'iranien Asghar Farhadi porter par Virginie Efira, Pierre Niney, Vincent Cassel et Isabelle Huppert.

### Vie privée
Elle vit avec le réalisateur Roger Vadim, avec qui elle a un fils, Christian (né le 18 juin 1963). Ils habitent alors rue Vineuse, près du Trocadéro, avant de déménager dans le Quartier latin.

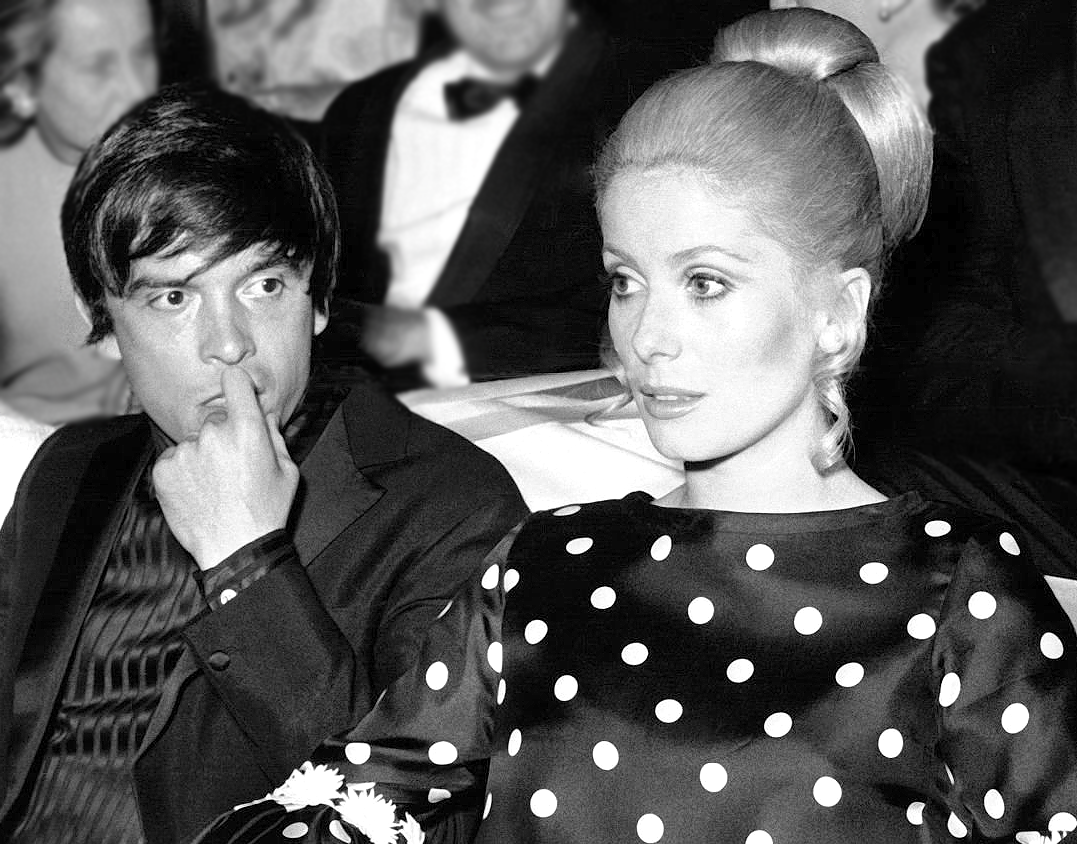
En 1967 à Venise, avec son époux, le photographe David Bailey.

Le 18 octobre 1965, elle épouse à Londres le photographe David Bailey, dont elle se sépare en 1967, mais le divorce n'est prononcé qu'en 1972. Les témoins étaient Mick Jagger et Françoise Dorléac.
Elle vit par la suite avec Marcello Mastroianni, avec qui elle a une fille, Chiara (née le 28 mai 1972, elle-même actrice), puis avec l'homme d'affaires Bertrand de Labbey, qui reste son agent, et avec l'homme de médias Pierre Lescure de 1983 à 1991.
Catherine Deneuve vit à Paris dans le quartier Saint-Sulpice. Elle est propriétaire d'un logement dans les immeubles Walter.
Durant trente-cinq ans, elle a été aussi propriétaire du château de Primard à Guainville (Eure-et-Loir), vendu en 2018,,.
Elle est longtemps habillée par Yves Saint Laurent, avec qui elle entretient une intense amitié, ce dernier la surnommant même son « porte-bonheur ». En janvier 2019, elle se sépare d'une partie de sa garde-robe signée du créateur à l'occasion d'une vente aux enchères à Paris et sur Internet.

## Approche de son travail d'actrice

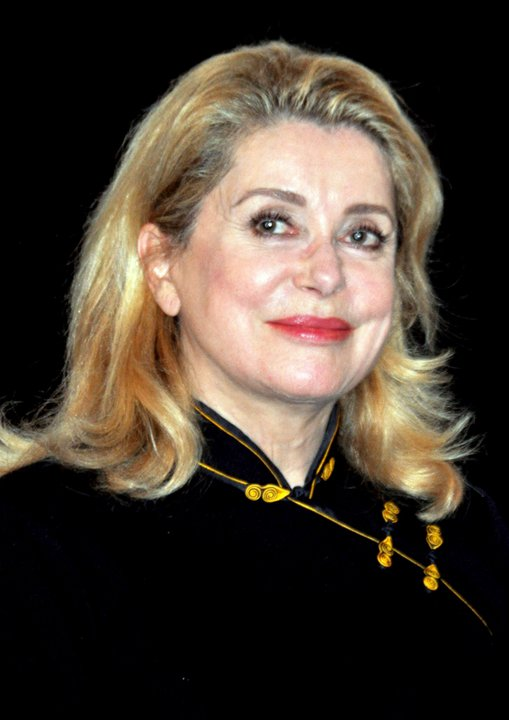
Catherine Deneuve à l'avant-première du film Potiche en 2010.

Après avoir, entre autres, travaillé avec Michel Deville, Claude Lelouch, Élie Chouraqui, Jean-Pierre Mocky et Philippe Labro, Catherine Deneuve décide d'internationaliser à nouveau sa carrière. Elle avait auparavant déjà tourné avec Stuart Rosenberg et Robert Aldrich aux États-Unis ou encore Marco Ferreri, Sergio Citti, Mauro Bolognini et Dino Risi en Italie. Plus tard, elle est dirigée notamment à deux reprises par Manoel de Oliveira et une fois par Lars von Trier qui lui offre un second rôle remarqué dans Dancer in the Dark.
Après le film Hôtel des Amériques, elle poursuit sa collaboration avec André Téchiné qui la montre sous un nouveau jour dans Le Lieu du crime, Ma saison préférée, Les Voleurs et Les Temps qui changent, entre autres. Chez Téchiné, Deneuve abandonne son statut de star pour jouer des rôles de femmes fragilisées par la vie, en proie au temps qui passe et à une certaine incapacité au bonheur.
Catherine Deneuve est une vedette respectée qui alterne aussi bien les films grand public tels Fort Saganne d'Alain Corneau, Le Bon Plaisir de Francis Girod, Indochine et Est-Ouest de Régis Wargnier, Belle Maman de Gabriel Aghion ou encore Huit Femmes et Potiche de François Ozon, que des œuvres d'auteur artistiquement ambitieuses comme Drôle d'endroit pour une rencontre de François Dupeyron, Généalogies d'un crime et Le Temps retrouvé de Raoul Ruiz, Le Vent de la nuit de Philippe Garrel, Pola X de Leos Carax, Un conte de Noël d'Arnaud Desplechin ou plus récemment Elle s'en va d'Emmanuelle Bercot.
Faisant le distinguo entre « vouloir être regardée » et « subir le regard des autres », Catherine Deneuve a toujours refusé de jouer au théâtre, évoquant sa peur du public et du rapport frontal avec les spectateurs : « Je sais que c'est en contradiction avec mon métier, mais un regard posé sur moi me gêne. C'est sans doute pour ça d'ailleurs que je ne veux pas faire de théâtre. […] Tous les acteurs que je connais, et qui font du théâtre, me disent que c'est un moment extraordinaire et merveilleux, en dépit du trac, quand ils montent sur scène. Moi, ça me semble une chose impossible, surhumaine ». Si Catherine Deneuve n'est jamais montée sur scène, il lui est arrivé de dire des poèmes en public. Elle récite Sensation d'Arthur Rimbaud lors d'un hommage à Agnès Varda à la Cinémathèque française en avril 2019, et L’Espérance de la poétesse ukrainienne Lessia Oukraïnka lors de l'ouverture du Festival de Cannes 2023.
Lorsque l'actrice se décide enfin, en 2009, à monter sur scène pour une lecture de Je me souviens de Georges Perec lors d'un festival culturel en Toscane, elle est sifflée par le public. Les manifestations de mécontentement — qui nécessiteront l'intervention de la police — ne visaient pas la qualité de son jeu, mais le fait que le spectacle ait été proposé en langue française sans sous-titres, ce à quoi les spectateurs ne s'attendaient pas.
Sa défiance naturelle vis-à-vis du théâtre n'est cependant pas qu'anecdotique. L'actrice peut être considérée comme l'archétype de l'actrice de cinéma (en opposition à l'actrice de théâtre), et plus encore de la vedette — l'une des rares actrices françaises à pouvoir revendiquer ce statut. Le cinéaste Benoît Jacquot dit d'elle qu'elle « possède une puissance cinématographique à peu près sans égale ». Son jeu est de nature plutôt minimaliste : elle préfère en faire moins plutôt que trop.
Arnaud Desplechin dit à ce sujet : « Dans ses manuscrits, Henri Beyle raturait chacune de ses phrases qui avait le mauvais goût de faire douze pieds » ; il préférait retrancher un peu, ou ajouter une conjonction fade, pour obtenir neuf pieds ou treize, plutôt que la pompe d'un alexandrin et son hémistiche attendu. Voilà comment joue Catherine Deneuve.
Bien qu'elle ne possède pas la formation académique d'autres comédiennes (elle n'est jamais allée au Conservatoire, contrairement à nombre de ses consœurs — dont sa propre sœur), son jeu reste technique. Elle aime les contraintes et dit se sentir plus libre quand la scène à interpréter exige un plan-séquence, de longs travellings ou des mouvements de caméra compliqués.
Sa voix (« la plus belle du cinéma français, avec celle de Jeanne Moreau, précise, grave comme il faut », a écrit Erik Orsenna) est aussi l'un de ses outils privilégiés. L'actrice est connue pour son phrasé rapide et ses brusques changements de rythme. Le cinéaste Jean-Paul Rappeneau dit d'elle qu'elle est « la personne capable de dire le plus de mots dans le moins de secondes possible tout en ne perdant pas une seule syllabe » et André Téchiné précise que « dans certains films, ses partenaires — et, parfois, ses metteurs en scène — ont du mal à la suivre ».

## Activités publiques et engagements

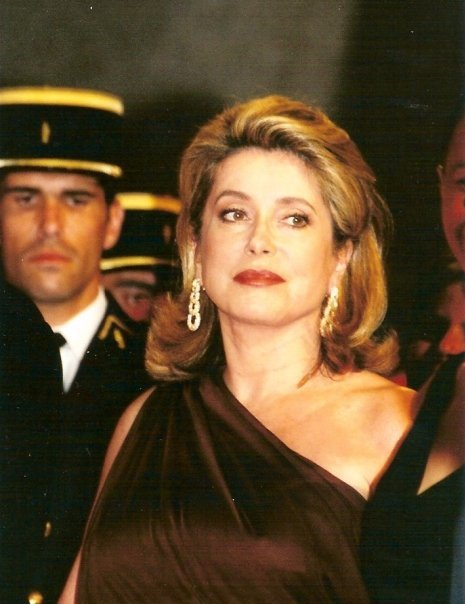
Catherine Deneuve en 1999.

Catherine Deneuve s'est toujours refusée à s'exprimer publiquement sur ses opinions politiques,,. Néanmoins, elle n'hésite pas à mettre sa célébrité aux services de plusieurs causes : « Mon engagement, c’est souvent une réponse à des choses dont on me parle. Je ne prends pas beaucoup d’initiatives dans ce domaine ».
En 1971, elle signe le manifeste des 343 affirmant, dans l'objectif d'en obtenir la légalisation, avoir eu recours à  l'avortement. Des années plus tard, elle déclare au magazine Psychologies : « C’est une expérience qui fait partie de la vie des femmes de ma génération. Aujourd’hui, on ne s’en rend pas compte, on banalise cela, mais à l’époque… C’est un acte déjà effroyable en soi, mais quand, en plus, il est interdit et qu’il faut le subir dans des conditions compliquées, c’est très culpabilisant. Et la culpabilité, c’est terrible ! On apprend à vivre avec, mais on ne s’en remet pas ».
Dès les années 1980, Catherine Deneuve se joint aux mouvements pour l'abolition de la peine de mort en France. Elle prête sa voix à la version française d'un film d'Amnesty International contre la peine de mort et la torture. En outre, elle reverse à cette organisation la totalité des revenus dus au titre de la représentation de son image à la suite de la réalisation de son buste pour Marianne. En 2001, Catherine Deneuve vient remettre à l'ambassade américaine à Paris 500 000 signatures de Français demandant l'abolition de la peine capitale aux États-Unis. Elle participe ensuite en 2004 au second Congrès mondial contre la peine de mort, organisé à Montréal.
En 1997, Catherine Deneuve signe l'appel contre la loi Debré, initié par des cinéastes français, au motif que la loi abrogeait « la tradition d'hospitalité et encourageait la délation » et qu'elle « flattait ce qu'il y a de moins beau chez les hommes »,.
En 2003, Catherine Deneuve participe à une soirée de solidarité avec le peuple cubain « Cuba si, Castro no », organisée par Reporters sans frontières et l'association Sin Visa au théâtre du Rond-Point. Elle se déclare hostile au régime de Fidel Castro et lit l'extrait d'un discours de ce dernier prononcé en janvier 1959, rappelant ses contradictions et ses dérives dictatoriales.
Lors de l’élection présidentielle de 2007, elle apporte son soutien à Ségolène Royal en cosignant la pétition « Un million de femmes s'énervent » qui dénonce le sexisme dont les signataires jugent que la candidate socialiste est victime.
En 2016, Catherine Deneuve signe une tribune qui dénonce le « Hollande bashing » et, défendant le bilan du président de la République, elle l'accompagne lors d'une tournée diplomatique en Malaisie et à Singapour en mars 2017 afin de « faire rayonner le cinéma français »,. La même année, elle précise qu'il s'agit d'une « déclaration de soutien sur le fait qu'il y a une façon de traiter le président de la République. Il y a un tel manque de respect pour la fonction, au delà même de François Hollande, je trouve cela extrêmement choquant ».
Également en 2017, le président des États-Unis Donald Trump fait déclassifier 2 891 documents en rapport avec l'assassinat du président John Fitzgerald Kennedy et dans lesquels la CIA affirme que, dans les années 1960, Catherine Deneuve, Jean-Paul Sartre et Simone de Beauvoir ont contribué à financer un « réseau de militants » qui « aidait les déserteurs » de la guerre du Viêt Nam, dont Larry Cox (en) — par la suite devenu directeur d'Amnesty International à Londres —, activiste qui a refusé à trois reprises d'intégrer l'armée américaine et de partir au Viêt Nam.
En 2018, à la suite de la démission de Nicolas Hulot du ministère français de l'Écologie, Catherine Deneuve signe la tribune contre le réchauffement climatique lancée par Juliette Binoche et Aurélien Barrau, intitulée « Le Plus Grand Défi de l'histoire de l'humanité », qui paraît à la une du journal Le Monde sous le titre « L'appel de 200 personnalités pour sauver la planète ».
Ses prises de positions suscitent parfois la controverse, notamment en 2013 lorsque, en plein débat sur le mariage gay, elle déclare être « perplexe » à propos de l'ouverture du mariage aux couples homosexuels et précise qu'elle aurait préféré voir élargir le PACS : « J'avais dit mes doutes sur le mariage en général, institution dont les hétérosexuels cherchent plutôt à s'émanciper, vu la proportion de divorces. Le mariage a été inventé pour protéger la femme qui ne travaille pas. C'est un modèle ancien. Ça m'embête de voir maintenant la famille traditionnelle se dresser pour empêcher l'évolution de la société. Il faut apprendre à vivre avec la réalité d'aujourd'hui »,.
À partir de 2017, ses prises de positions et réserves à l'encontre du mouvement #MeToo lui valent des critiques de la part de nombreuses féministes. Catherine Deneuve déclare ne jamais s'être véritablement considérée elle-même comme féministe et explique cette absence d'implication par un manque de temps et d'envie d'adhérer au mouvement.
En 2018, elle est cosignataire d'une tribune de cent femmes parue dans Le Monde « contre le puritanisme » en réaction au mouvement #MeToo, qui défend la « liberté » des hommes « d’importuner » les femmes et dénonçant un « féminisme qui prend le visage d’une haine des hommes et de la sexualité ». Cette tribune provoque des remous importants, y compris au niveau international, de nombreuses femmes y voyant une « banalisation des violences sexuelles » et un « mépris fait aux femmes »,. Quelques jours plus tard, Catherine Deneuve clarifie sa position à travers une lettre d'opinion publiée dans Libération et dans laquelle elle explique que « rien dans le texte » – qu'elle juge « vigoureux, à défaut de le trouver parfaitement juste », « ne prétend que le harcèlement a du bon, sans quoi je ne l’aurais pas signé » avant de présenter ses excuses aux victimes d'agressions sexuelles qui auraient pu être choquées.
L'actrice provoque également de vives réactions pour sa défense de Roman Polanski, condamné par la justice américaine dans une affaire d'abus sexuel sur mineur en 1977, déplorant à plusieurs reprises les critiques des féministes à l'encontre du réalisateur : « Que des gens soient en colère après moi ou qu’ils soient déçus, ce n’est pas mon problème. Quant à l’affaire de Roman Polanski, c’est un cas d’école. La façon dont il a été traité est inadmissible. Il a plus que payé. Je pense que dans cette histoire beaucoup de femmes sont aveuglées par leur féminisme et ne connaissent même pas en détail les faits juridiquement parlant »,.
En septembre 2019, elle prend la défense du réalisateur américain Woody Allen, alors que d'anciennes accusations d'agressions sexuelles ont refait surface et annonce qu'elle accepterait de tourner sous sa direction pourvu qu'un sujet lui convienne.
En septembre 2021, l'actrice met aux enchères 125 paires de chaussures lui appartenant et signées des plus grandes maisons afin de soutenir la cause des Restos du cœur.
Elle est signataire en mai 2025 de la pétition condamnant le « silence » sur le « génocide à Gaza » publiée en marge du Festival de Cannes.

## Filmographie
Deneuve fait ses débuts à l’écran en 1957 à l’âge de 13 ans. Elle accède à la notoriété grâce à ses collaborations avec Jacques Demy dans Les Parapluies de Cherbourg (1964), Les Demoiselles de Rochefort (1967) et Peau d’âne (1970). Catherine Deneuve est depuis considérée comme l’une des plus grandes actrices européennes du XXe siècle.

## Discographie

### Singles
- 1975 : Zig Zig (B.O.F)
- 1978 : Cendrillon (raconté par Catherine Deneuve)
- 1980 : Je vous aime (B.O.F)
- 1982 : Souviens-toi de m'oublier
- 1988 : Fréquence meurtre (B.O.F)
- 1999 : Belle maman (B.O.F)
- 2001 : Toi jamais (B.O.F Huit femmes)
- 2010 : Potiche (B.O.F)
- 2017 : Noir&Blanc (duo avec Igit)

### Collaborations
- 1975 : Zig Zig et Cette étoile, mon étoile - bande originale du film Zig-Zig de László Szabó
- 1979 : Lady from Amsterdam - bande originale du film Courage fuyons d'Yves Robert
- 1980 : Dieu fumeur de havanes – de et avec Serge Gainsbourg (bande originale du film Je vous aime de Claude Berri)
- 1980 : Quand on s'aime – duo avec Gérard Depardieu, filmé pour l'émission de télévision Numéro un, diffusée le 4 octobre 1980 (paroles : Eddy Marnay, musique : Michel Legrand).
- 1994 : Paris Paris - de et avec Malcolm McLaren
- 1997 : Allô maman bobo - d'Alain Souchon, lors de la soirée des Enfoirés 1997 avec Alain Souchon, Jean-Jacques Goldman et Laurent Voulzy
- 1999 : Joyeux anniversaire maman - de Stomy Bugsy (bande originale du film Belle Maman de Gabriel Aghion)
- 2000 : Cvalda - de et avec Björk (bande originale du film Dancer in the Dark de Lars von Trier)
- 2001 : Toi jamais - bande originale du film Huit femmes de François Ozon (chanson originale interprétée par Sylvie Vartan en 1976)
- 2006 : Ho capito che ti amo - bande originale du film Le Héros de la famille de Thierry Klifa
- 2010 : C'est beau la vie de Jean Ferrat - bande originale du film Potiche de François Ozon en duo avec Benjamin Biolay
- 2011 : L.O.V.E. en duo avec Julien Doré dans l'émission de télévision Taratata
- 2011 : L'Adorer en duo avec Étienne Daho dans l'émission de télévision Empreintes
- 2011 : Tout est si calme avec Clara Couste, Ludivine Sagnier et Chiara Mastroianni, Une fille légère en duo avec Chiara Mastroianni et Je ne peux vivre sans t'aimer d'Alex Beaupain - bande originale du film Les Bien-aimés de Christophe Honoré
- 2015 : Des airs de liberté (album hommage à Jean Ferrat) - reprise de C'est beau la vie en duo avec Benjamin Biolay
- 2017 : Noir et Blanc (album Jouons de Igit) en duo avec Igit
- 2022 : Dieu fumeur de havanes en duo avec Rufus Wainwright

### Audiobooks
- Cendrillon d'après Charles Perrault
- Bonjour tristesse de Françoise Sagan
- Les Petits Chevaux de Tarquinia de Marguerite Duras
- Les Paradis aveugles de Dương Thu Hương
- La Marquise d'O... d'Heinrich von Kleist
- Lettres à un jeune poète de Rainer Maria Rilke
- Lettres à ma mère de Sylvia Plath
- Marvel's Wastelanders - Black Widow (série audio, version française)
- Les Abricots du Donbas de Luba Yakymtchouk

## Publications
- Catherine Deneuve, Elle s'appelait Françoise (avec Patrick Modiano), Canal+, 1996, 129 p.  (ISBN 2226088385 et 978-2226088383)
- Catherine Deneuve, À l'ombre de moi-même, Stock, 2004, 200 p.  (ISBN 2234056411 et 978-2234056411)

Cet ouvrage reprend les six carnets de tournage qu'elle a tenus au cours de sa carrière
- Catherine Deneuve, Une certaine lenteur (avec Arnaud Desplechin), Rivages poche, 2010, 91 p.  (ISBN 2743621532 et 978-2743621537)

## Publicités
En 1973, Catherine Deneuve est l'égérie du parfum No 5 de Chanel (photo publicitaire de Richard Avedon).
En 1987, elle tourne dans le spot publicitaire pour la privatisation de la Compagnie financière Suez,. La même année, elle crée sa propre marque de parfum, dont le logo est dessiné par Pierre Katz (designer) et lance le parfum Deneuve, qui remporte un FiFi Award.
Elle est en 1992 l'égérie de la campagne publicitaire de la nouvelle ligne de soins d'Yves Saint Laurent (le soin précurseur de beauté).
En 2012, elle apparaît dans un spot de l'agence Publicis, pour Orange et le Cinéday.
À l'occasion de la campagne printemps-été 2014 de Louis Vuitton, rendant hommage aux muses de Marc Jacobs, elle apparaît dans une interview où elle raconte l'histoire qui la lie à son sac (modèle NN14),.
En 2021, pour les quinze ans du site Le Bon Coin, elle apparaît dans un spot où elle révèle collectionner des poules, notamment à partir du site internet.

## Distinctions

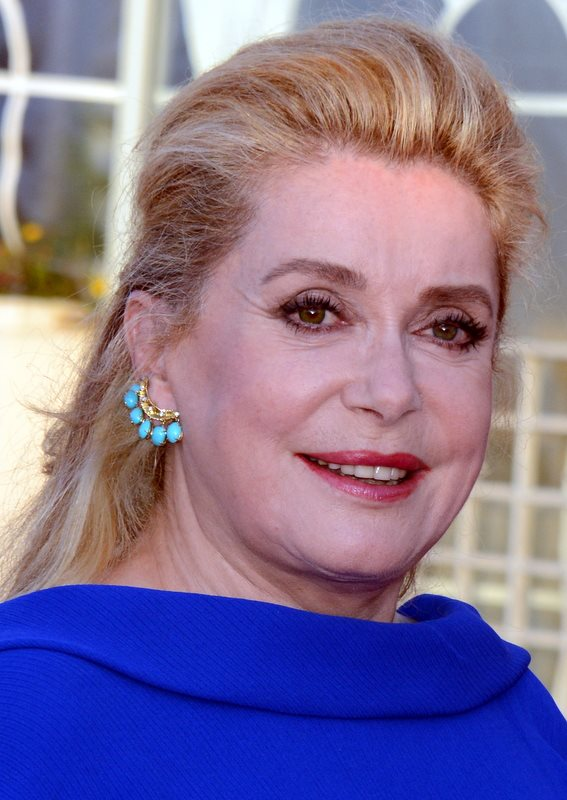
Catherine Deneuve au festival de Cabourg 2013.

### Récompenses
- Étoiles de cristal 1964 : Meilleure actrice pour Les Parapluies de Cherbourg
- César 1981 : Meilleure actrice pour Le Dernier Métro
- David di Donatello 1981 : Meilleure actrice étrangère pour Le Dernier Métro
- César 1993 : Meilleure actrice pour Indochine
- Goldene Kamera 1994 : Meilleure actrice internationale pour Ma saison préférée
- Festival international du film de Saint-Sébastien 1994 : Prix Donostia
- Festival international du film de Moscou 1997 : Prix d'honneur pour sa contribution au cinéma
- Berlinale 1998 : Ours d'or d'honneur
- Mostra de Venise 1998 : Coupe Volpi de la meilleure interprétation féminine pour Place Vendôme
- Festival international du film du Caire 1999 : Prix pour l'ensemble de sa carrière
- Berlinale 2002 : Ours d'argent de la meilleure contribution artistique pour Huit Femmes
- Prix du cinéma européen 2002 : Meilleure actrice pour Huit Femmes
- Festival de Cannes 2005 : Palme d'honneur
- Festival international du film de Bangkok 2006 : Prix Golden Kinnaree Career Achievement pour l'ensemble de sa carrière
- Festival international du film d'Istanbul 2006 : Prix d'honneur Cinema Honorary Award
- Festival international du film de Transylvanie 2008 : Lifetime Achievement Award
- Festival de Cannes 2008 : Prix spécial du 61e Festival
- Festival du film de Taormine 2009 : Taormina Arte Award
- Festival des films du monde de Montréal 2011 : Grand Prix spécial des Amériques
- Festival international du film de Moscou 2012 : Prix Stanislavski
- Film at Lincoln Center 2012 : Prix Chaplin pour l'ensemble de sa carrière
- Prix du cinéma européen 2013 : Lifetime Achievement Award
- Festival du film de Cabourg 2013 : Prix spécial Coup de Cœur pour Elle s'en va
- Festival du film de Hambourg 2015 : Prix Douglas Sirk pour sa contribution exceptionnelle à la culture cinématographique et à l'industrie du film
- Festival international du film d'Antalya 2015 : Prix pour l'ensemble de sa carrière
- Festival international du film de Dubaï 2015 : Prix pour l'ensemble de sa carrière
- Festival Lumière 2016 : Prix Lumière
- Association japonaise des arts 2018 : Prix Praemium Imperiale
- Festival international du film d'Odessa 2019 : Prix Duc d'or honorifique pour sa contribution au cinéma
- Mostra de Venise 2022 : Lion d'or pour la carrière
- Ordre de la princesse Olga (Ukraine, 4 septembre 2023) : pour sa contribution personnelle significative au renforcement de la coopération interétatique, au soutien de la souveraineté de l'État et de l'intégrité territoriale de l'Ukraine, à la promotion de l'État ukrainien dans le monde.

### Nominations
- Étoiles de cristal 1968 : Meilleure actrice pour Les Demoiselles de Rochefort
- British Academy Film Awards 1969 : Meilleure actrice pour Belle de jour.
- César 1976 : Meilleure actrice pour Le Sauvage
- César 1982 : Meilleure actrice pour Hôtel des Amériques
- César 1988 : Meilleure actrice pour Agent trouble
- César 1989 : Meilleure actrice pour Drôle d'endroit pour une rencontre
- Oscars 1993 : Meilleure actrice pour Indochine
- César 1994 : Meilleure actrice pour Ma saison préférée
- César 1997 : Meilleure actrice pour Les Voleurs
- César 1999 : Meilleure actrice pour Place Vendôme
- Satellite Awards 2001 : Meilleure actrice dans un second rôle pour Dancer in the Dark
- César 2006 : Meilleure actrice dans un second rôle pour Palais royal !
- Satellite Awards 2008 : Meilleure actrice dans un film musical ou une comédie pour Un conte de Noël
- Globe de cristal 2009 : Meilleure actrice pour Un conte de Noël
- Prix Lumières 2011 : Meilleure actrice pour Potiche
- César 2011 : Meilleure actrice pour Potiche
- Prix Lumières 2012 : Meilleure actrice pour Les Bien-aimés
- César 2014 : Meilleure actrice pour Elle s'en va
- Prix Lumières 2014 : Meilleure actrice pour Elle s'en va
- César 2015 : Meilleure actrice pour Dans la cour
- César 2016 : Meilleure actrice pour La Tête haute
- Globe de cristal 2018 : Meilleure actrice pour Sage Femme

## Ouvrages consacrés à l'artiste
- 1969 : Les Demoiselles de Rochefort - Collectif - Cinémania
- 1976 : Catherine Deneuve - Collectif - Cinémania
- 1980 : Catherine Deneuve - Éric Neuhoff et André Halimi - Éditions Pac
- 1981 : Catherine Deneuve - François Gerber - Hachette Livre
- 1982 : Les acteurs au travail: Catherine Deneuve - Claire Devarrieux - 5 continents
- 1983 : Superfemmes: Catherine Deneuve - Collectif - Éditions Crapouillot
- 1990 : D'une étoile à l'autre - Roger Vadim - Edition N°1
- 1993 : Catherine Deneuve - Portraits choisis - Collectif - Des Femmes
- 1996 : Catherine Deneuve - Philippe Barbier - Éditions Pac
- 2004 : Catherine Deneuve: une biographie - Alexandre Fache et Valérie Cubero - Éditions de la Cité
- 2005 : Moi aussi, je suis Catherine Deneuve - Pierre Notte - Quatre-Vents
- 2006 : The private diaries of Catherine Deneuve : close up and personal - Polly Mc Lean - ANG Éditions
- 2007 : Deneuve, l'affranchie - Bernard Violet - Flammarion
- 2008 : From perversion to purity: Catherine Deneuve - Lisa Dowig et Sue Harris - ANG Éditions
- 2009 : Spectacles et personnages: Catherine Deneuve - Guillaume Trémauville - Les Arènes
- 2010 : Le mythe Deneuve - Gwenaelle Le Gras - Nouveau Monde Éditions
- 2011 : Le monde enchanté de Jacques Demy : Catherine Deneuve - Sophie Laporte - Flammarion
- 2012 : C'est qui Catherine Deneuve - Dominique Resch - Autrement
- 2013 : Catherine Deneuve : 127 success facts - Florence Gallegos - Emereo
- 2014 : Histoires de soeurs - Elsa Wolinski - Éditions de la Martinière
- 2015 : Sono Catherine Deneuve - Enrico Bertelli - Nobook
- 2016 : Catherine Deneuve : femme maison - Jérémie Kessler - ENS Éditions
- 2016 : Trop timide pour être une emmerdeuse: Catherine Deneuve - Christophe Renault - Schnock
- 2017 : Catherine Deneuve : perfect style - Toshia Sakazai - Tokubon
- 2018 : Catherine Deneuve film par film - Isabelle Giordano - Gallimard
- 2019 : Il était une fois Peau d'Âne - Emmanuel Pierrat et Rosalie Varda - Éditions de la Martinière
- 2019 : Catherine Deneuve : parfums de cinéma - Collectif- Jade Éditions
- 2020 : Catherine Deneuve et Yves Saint-Laurent: un style entre écran et podium - Guillaume Jaehnert - L' Harmattan
- 2020 : Lady Lucille - Gilles Lhote - Éditions du Seuil
- 2021 : A portrait of Catherine Deneuve - Chris Wade - ANG Éditions
- 2022 : Catherine Deneuve : une diva française - Spécial Actualités - Lafont presse
- 2022 : Le cinéma français c'était vraiment mieux avant... - Collectif - Lettmotif
- 2023 : Catherine Deneuve: reine du cinéma français - Collectif - Transfuge
- 2023 : Il était une fois Deneuve - So Film - Éditions Marabout
- 2024 : Catherine Deneuve: reflets - Marc-Antoine Coulon - Le Cherche midi

## Documentaires consacrés à l'artiste
- 1993 : Les demoiselles ont eu 25 ans - Agnès Varda - Canal+
- 2009 : Catherine Deneuve, belle et bien là - Anne Andreu - Arte
- 2012 : Catherine Deneuve: rive gauche - Loïc Prigent - Paris Première
- 2018 : Catherine Deneuve: la demoiselle insoumise - Complément d'enquête - France 2
- 2018 : Catherine Deneuve: la discrète - Un jour, un destin - France 2
- 2021 : La reine Catherine - Virginie Linhart - France 3
- 2023 : Catherine Deneuve à son image - Claire Laborey - Arte

#### Ouvrages
- « Spécial Cannes : Interview d'André Téchiné », Télérama, no 2262,‎ 19 mai 1993.
- Catherine Deneuve, À l'ombre de moi-même, Paris, Hachette Livre, coll. « Le Livre de poche », 2005, 288 p. (ISBN 2-253-11090-6).
- Catherine Deneuve et Patrick Modiano, Elle s'appelait Françoise, Paris, Canal+ Éditions, 1996, 118 p. (ISBN 2-226-08838-5).
- Philippe Barbier et Jacques Moreau, Catherine Deneuve, Paris, PAC, 1984, 101 p. (ISBN 9782853362368).
- Camille Taboulay, Le Cinéma enchanté de Jacques Demy, Paris, Cahiers du cinéma, 18 octobre 1996, 192 p. (ISBN 2-86642-167-1)
- Vincent Amiel, Jacqueline Nacache, Geneviève Sellier et Christian Viviani, L'acteur de cinéma: approches plurielles, Rennes, Presses universitaires de Rennes, 2007, 253 p. (ISBN 2753504903).
- Jean-Pierre Bertin-Maghit et Geneviève Sellier, La fiction éclatée : Tome 1, Etudes socioculturelles, Paris, Éditions L'Harmattan, coll. « Les médias en actes », 2007, 396 p. (ISBN 2296030009).
- Jérôme Kessler, Catherine Deneuve, femme maison, Lyon, ENS Editions, 2016, 200 p. (ISBN 2-847-88804-7).
- Bernard Violet, Deneuve, l'Affranchie : Biographie, Paris, Groupe Flammarion, 2007, 477 p. (ISBN 208068793X).
- Van Badham, « Madame Deneuve, permettez-moi de vous expliquer #MeToo », Courrier international No 1420, Courrier international SA, Paris, 18 janvier 2018, p. 17  (ISSN 1154-516X) (article original paru dans The Guardian du 10 janvier 2018.
- Katrin Spoerr, « Elle a dit non à la pensée unique », Courrier international No 1420, Courrier international SA, Paris, 18 janvier 2018, p. 17  (ISSN 1154-516X) (article original paru dans Die Welt du 10 janvier 2018.

### Documentaires
- Elle s'appelait Françoise, d'Anne Andreu et Mathias Ledoux dans lequel elle parle de sa sœur Françoise Dorléac.
- Catherine Deneuve, belle et bien là, d'Anne Andreu (diffusé le 11 avril 2010 sur Arte).
- Je veux voir de Joana Hadjithomas et Khalil Joreige - Catherine Deneuve et Rabih Mroué (en) évoluent au Liban.